# Lista de prêmios e indicações recebidos por Anitta
Anitta é uma cantora e compositora brasileira. Ela recebeu vários prêmios e indicações, incluindo quatro Latin American Music Awards, nove MTV Europe Music Awards, três MTV Video Music Award, um American Music Awards, dez indicações ao Grammy Latino e duas indicação ao Grammy. Ela também recebeu vários prêmios brasileiros, como um Prêmio da Música Brasileira, quatro Melhores do Ano, vinte e três Prêmios Multishow de Música Brasileira, entre diversas indicações em premiações internacionais em toda América, África e Europa.

## All Africa Music Awards
O "All Africa Music Awards" (AFRIMA) é um evento anual de premiação. A premiação foi estabelecida pelo Comitê Internacional AFRIMA, em colaboração com a União Africana para premiar e celebrar obras musicais, talentos e criatividade em todo o continente africano, e global, na intenção de promovendo a herança cultural africana.
| Ano  | Indicação | Categoria       | Resultado | Ref.  |
| ---- | --------- | --------------- | --------- | ----- |
| 2022 | Anitta    | Best Global Act | Venceu    | [ 1 ] |

## American Music Awards
O "American Music Awards" (AMAs) é uma premiação anual americana exibida pelo canal ABC.
| Ano  | Indicação | Categoria                                                     | Resultado | Ref.  |
| ---- | --------- | ------------------------------------------------------------- | --------- | ----- |
| 2022 | Anitta    | Melhor Artista Latina Feminina (Favorite Female Latin Artist) | Venceu    | [ 2 ] |

## ASCAP Latin Music Awards
ASCAP Latin Music Awards é a versão latina da premiação americana "ASCAP Music Awards", o qual entrega prêmios aos melhores artistas, compositor, música do ano, entre outras categorias
| Ano  | Indicação                       | Categoria      | Resultado | Ref.  |
| ---- | ------------------------------- | -------------- | --------- | ----- |
| 2019 | "Machika" (com J Balvin e Jeon) | Canções do Ano | Venceu    | [ 3 ] |

## Asian Pop Music Awards
O "Asian Pop Music Awards" (APMA) é a principal cerimônia de premiação da China, que busca reconhecer os artistas chineses e estrangeiros que causaram um impacto no país. O evento é organizado pela VVV Entertainment Group.
| Ano  | Indicação                                 | Categoria          | Resultado | Ref.  |
| ---- | ----------------------------------------- | ------------------ | --------- | ----- |
| 2023 | "Back for More" (com Tomorrow X Together) | Melhor Colaboração | Indicada  | [ 4 ] |
| 2023 | "Back for More" (com Tomorrow X Together) | Melhor Produção    | Indicada  | [ 4 ] |

## Billboard Latin Music Awards
O "Billboard Latin Music Awards" (BBLMAs) é a principal premiação latino-americana, a qual ocorre desde 1994, premiam artistas que tiveram presenças constantes em suas charts, baseados em vendas datadas pela Nielsen SoundScan e no rádio pela Nielsen Broadcast Data Systems. Os indicados normalmente são revelados em Fevereiro.
| Ano  | Indicação | Categoria                                  | Resultado | Ref.  |
| ---- | --------- | ------------------------------------------ | --------- | ----- |
| 2019 | Anitta    | Social Artist of the Year                  | Indicada  | [ 5 ] |
| 2022 | Anitta    | Hot Latin Songs Artist of the Year, Female | Indicada  | [ 6 ] |
| 2024 | Anitta    | Hot Latin Songs Artist of the Year, Female | Indicada  | [ 7 ] |

## Capricho Awards
Capricho Awards é uma premiação brasileira realizada pela revista brasileira Capricho.
| Ano  | Indicação                                    | Categoria               | Resultado | Ref.   |
| ---- | -------------------------------------------- | ----------------------- | --------- | ------ |
| 2014 | Anitta                                       | Melhor Cantora Nacional | Indicada  | [ 11 ] |
| 2014 | "Cobertor"                                   | Melhor Clipe Nacional   | Indicada  | [ 11 ] |
| 2015 | Anitta                                       | Melhor Cantora Nacional | Venceu    | [ 12 ] |
| 2015 | "Deixa Ele Sofrer"                           | Hit Nacional            | Indicada  | [ 12 ] |
| 2015 | "Deixa Ele Sofrer"                           | Melhor Clipe Nacional   | Venceu    | [ 12 ] |
| 2016 | Anitta                                       | Melhor Cantora Nacional | Venceu    | [ 13 ] |
| 2016 | Anitta                                       | Melhor Estilo Nacional  | Indicada  | [ 13 ] |
| 2016 | "Sim ou Não"                                 | Melhor Clipe Nacional   | Indicada  | [ 13 ] |
| 2016 | "Sim ou Não"                                 | Melhor Hit Nacional     | Venceu    | [ 14 ] |
| 2017 | Anitta                                       | Artista Nacional        | Venceu    | [ 14 ] |
| 2017 | Anitta                                       | Crush Nacional          | Indicada  | [ 14 ] |
| 2017 | Anitta                                       | Fashionista Nacional    | Indicada  | [ 14 ] |
| 2017 | "Vai Malandra"                               | Melhor Clipe Nacional   | Venceu    | [ 14 ] |
| 2017 | "Sua Cara" (com Major Lazer e Pabllo Vittar) | Melhor Clipe Nacional   | Indicada  | [ 14 ] |
| 2017 | "Sua Cara" (com Major Lazer e Pabllo Vittar) | Melhor Hit com Anitta   | Indicada  | [ 14 ] |
| 2017 | "Vai Malandra"                               | Venceu                  |           | [ 14 ] |
| 2017 | "Loka"                                       | Indicada                |           | [ 14 ] |
| 2017 | "Will I See You"                             | Indicada                |           | [ 14 ] |
| 2017 | "Paradinha"                                  | Indicada                |           | [ 14 ] |
| 2017 | "Você Partiu Meu Coração"                    | Indicada                |           | [ 14 ] |
| 2020 | Anitta                                       | Artista Nacional        | Venceu    | [ 15 ] |
| 2020 | Anitta                                       | Ícone do BR             | Indicada  | [ 15 ] |
| 2020 | Anitta e Gessica Kayane                      | Melhores Amigas         | Indicada  | [ 15 ] |
| 2020 | "Me Gusta" (com Cardi B e Myke Towers)       | Feat do Ano             | Venceu    | [ 15 ] |
| 2022 | Anitta                                       | Artista Nacional        | Indicada  | [ 16 ] |
| 2022 | "Versions of Me"                             | Álbum do Ano            | Venceu    | [ 16 ] |
| 2022 | "Envolver"                                   | Hit do Ano              | Venceu    | [ 16 ] |

## Clubbing TV Awards
O "Clubbing TV Awards" é uma premiação francesa realiza pelo canal de televisão dedicado à música, Clubbing TV. A premiação busca premiar os melhores videoclipes de território francês e internacionalmente. 
| Ano  | Indicação    | Categoria                   | Resultado | Ref.   |
| ---- | ------------ | --------------------------- | --------- | ------ |
| 2024 | "Used to Be" | Melhor Vídeo em Destaque    | Venceu    | [ 18 ] |
| 2025 | "Funk Rave"  | Melhor Videoclipe Crossover | Venceu    | [ 19 ] |

## daf BAMA MUSIC AWARDS
O daf BAMA MUSIC AWARDS é uma premiação alemã internacional e multicultural realizada em Hamburgo, na Alemanha, pela Daf Entertainment. Foi criado para homenagear artistas de todo o mundo e, ao mesmo tempo, unir o mundo com algo tão belo quanto a música. Este prêmio deve imortalizar a criatividade, união e prazer entre os amantes da música global até o fim dos tempos.
| Ano  | Indicação | Categoria          | Resultado | Ref.   |
| ---- | --------- | ------------------ | --------- | ------ |
| 2018 | Anitta    | Best Brazilian Act | Venceu    | [ 20 ] |
| 2018 | Anitta    | BAMA's Best Female | Indicada  | [ 20 ] |

## Deezer Monitor Music Awards
O "Deezer Monitor Music Awards" é uma premiação latina que acontece em Miami que usa como base o ranking do Monitor Latino e o Deezer para realizar as suas nomeações. A celebração se encarrega de reconhecer a popularidade de artistas que fazem música em espanhol.  
| Ano  | Indicação                              | Categoria                  | Resultado | Ref.   |
| ---- | -------------------------------------- | -------------------------- | --------- | ------ |
| 2021 | "Me Gusta" (com Cardi B e Myke Towers) | Mejor Canción Pop Femenina | Indicada  | [ 21 ] |

## Digital Music Experience Awards
O “Digital Music Experience Awards” é o maior encontro de música digital e tecnologia do Brasil. Palestras e debates, uma premiação com os melhores da música digital.
| Ano  | Indicação   | Categoria         | Resultado | Ref.   |
| ---- | ----------- | ----------------- | --------- | ------ |
| 2015 | "Na Batida" | Top Ringback Tone | Venceu    | [ 22 ] |

## Empreende Brazil Conference
O “Empreende Brazil Conference” (EBC) é um dos maiores eventos de empreendedorismo do país realizado anualmente em Florianópolis, Santa Catarina. Na ocasião de 2019, Anitta foi convidada para ser uma das palestrantes com seu tema: "A empresária por trás da artista" — contando como tornou-se uma empresária de sucesso —, e ainda recebeu o troféu de "Prêmio Palestra Revelação" por este feito.
| Ano  | Indicação | Categoria                 | Resultado | Ref.   |
| ---- | --------- | ------------------------- | --------- | ------ |
| 2019 | Anitta    | Prêmio Palestra Revelação | Venceu    | [ 23 ] |

## Fans Choice Awards Mexico
O "Fans Choice Awards Mexico" é uma premiação mexicana que busca reconhecer e premiar os maiores atos latinos.
| Ano  | Indicação | Categoria                 | Resultado | Ref.   |
| ---- | --------- | ------------------------- | --------- | ------ |
| 2023 | Anitta    | Artista Femenino - Urbano | Venceu    | [ 24 ] |

## Festa Nacional da Música
Festa Nacional da Música é uma premiação da música popular anual brasileira, sendo a de maior longevidade.
| Ano  | Indicação | Categoria      | Resultado | Ref.   |
| ---- | --------- | -------------- | --------- | ------ |
| 2014 | Anitta    | Cantora do Ano | Venceu    | [ 26 ] |

## Festival Internacional da Canção de Viña del Mar
O Festival Internaciolnal da Canção de Viña del Mar é organizado desde 1960 na cidade de Viña del Mar, Chile e é o festival musical mais importante da América Hispânica e um dos mais importantes da América Latina.
| Ano  | Indicação | Categoria                         | Resultado | Ref.   |
| ---- | --------- | --------------------------------- | --------- | ------ |
| 2024 | Anitta    | Artista Mais Popular de Viña 2024 | Venceu    | [ 27 ] |
| 2024 | Anitta    | Gaivota de Prata                  | Venceu    | [ 27 ] |
| 2024 | Anitta    | Gaivota de Ouro                   | Pendente  | [ 27 ] |

## Flame Roem World Awards
O "Flame Roem World Awards" (FRW Awards) é uma premiação da internet brasileira que busca premiar os artistas do mundo da música e entretenimento, no Brasil e internacionalmente.
| Ano  | Indicação                                      | Categoria                   | Resultado | Ref. |
| ---- | ---------------------------------------------- | --------------------------- | --------- | ---- |
| 2021 | Anitta                                         | Cantora Nacional do Ano     | Venceu    |      |
| 2021 | "Modo Turbo" (com Luísa Sonza e Pabllo Vittar) | Videoclipe Nacional do Ano  | Venceu    |      |
| 2021 | Anitta e Juliette                              | Shipp de 2021               | Venceu    |      |
| 2021 | Anitters                                       | Fandom Nacional do Ano      | Indicada  |      |
| 2021 | Anitta                                         | Artista do Ano              | Indicada  |      |
| 2021 | "Modo Turbo" (com Luísa Sonza e Pabllo Vittar) | Colaboração do Ano          | Indicada  |      |
| 2021 | "Me Gusta" (com Cardi B e Myke Towers)         | Música Internacional do Ano | Indicada  |      |

## Fornova Melhores do Ano
O Fornova Melhores do Ano (Fornova MDA) é uma premiação portuguesa realizada anualmente pela estação radiofónica portuguesa Rádio Nova Era, a qual elege os indicados pelos maiores sucessos de seu ranking virtual no site durante o ano. Ocorre através de votação popular no fim do ano anterior até Março. A cerimônia ocorre no Exponor — Feira Internacional do Porto.
| Ano  | Indicação                 | Categoria     | Resultado | Ref.   |
| ---- | ------------------------- | ------------- | --------- | ------ |
| 2020 | "Terremoto" (com Kevinho) | Melhor Single | Indicada  | [ 29 ] |

## Geração Glamour Awards
A “Geração Glamour Awards” é uma premiação realizada pela revista brasileira Glamour.
| Ano  | Indicação | Categoria      | Resultado | Ref.   |
| ---- | --------- | -------------- | --------- | ------ |
| 2015 | Anitta    | Melhor Cantora | Venceu    | [ 30 ] |
| 2021 | Anitta    | Melhor Cantora | Venceu    | [ 31 ] |

## GLAAD Media Awards
O "GLAAD Media Awards" é uma premiação organizada pela GLAAD que busca reconhecer e homenagear as diversas áreas da mídia por suas representações destacadas da comunidade LGBTQIA+.
| Ano  | Indicação        | Categoria                                         | Resultado | Ref.   |
| ---- | ---------------- | ------------------------------------------------- | --------- | ------ |
| 2023 | "Versions of Me" | Melhor Artista Musical (Outstanding Music Artist) | Indicada  | [ 32 ] |

## Gold Derby Music Awards
O "Gold Derby Music Awards" é uma premiação realizada pelo website americano Gold Derby, que é responsável por previsões de premiações e novidades do entretenimento. O website começou a distribuir condecorações em sua própria premiação para filme e televisão em 2003, e em 2021 para música.
| Ano  | Indicação       | Categoria             | Resultado | Ref.   |
| ---- | --------------- | --------------------- | --------- | ------ |
| 2022 | Anitta          | Melhor Artista Latino | Indicada  | [ 33 ] |
| 2023 | Anitta          | Melhor Artista Latino | Indicada  | [ 34 ] |
| 2024 | Anitta          | Melhor Artista Latino | Indicada  | [ 35 ] |
| 2025 | Anitta          | Melhor Artista Latino | Indicada  | [ 36 ] |
| 2025 | "Mil Veces"     | Melhor Canção Latina  | Indicada  | [ 36 ] |
| 2025 | Funk Generation | Melhor Álbum Latino   | Indicada  | [ 36 ] |

## Grammy Awards
O Grammy Awards é uma cerimônia de premiação anual da Academia de Gravação dos Estados Unidos, para reconhecer a excelência na indústria da música. É considerado o prêmio mais importante da música mundial, sendo um dos quatro principais prêmios anuais de entretenimento, junto com o Oscar (cinema), o Emmy Awards (televisão) e o Tony Awards (teatro). Em 2023, Anitta se tornou a primeira brasileira indicada a uma categoria principal no século XXI, e também se tornou a primeira brasileira da história a ser indicada por uma canção urbana, gênero historicamente marginalizado. Em 2024, Anitta se tornou a primeira pessoa indicada ao Grammy com um álbum de funk, na categoria de Melhor Álbum Pop Latino.
| Ano  | Indicação       | Categoria               | Resultado | Ref.   |
| ---- | --------------- | ----------------------- | --------- | ------ |
| 2023 | Anitta          | Artista Revelação       | Indicada  | [ 37 ] |
| 2025 | Funk Generation | Melhor Álbum Pop Latino | Indicada  | [ 38 ] |

## Grammy Latino
O Grammy Latino é a principal e mais consagrada premiação de música latina. Anitta já foi indicada 10 vezes, sendo 8 vezes fora das categorias em língua portuguesa. Em 2016, a canção Para Todas Elas, com DJ Tubarão e Maneirinho, foi o primeiro funk indicado ao prêmio, na categoria de Melhor Fusão/Interpretação Urbana. Em 2018, a canção Sua Cara foi a primeira canção a levar uma drag queen (Pabllo Vittar) para o Grammy Latino. Em 2020, a canção Rave de Favela foi o primeiro funk indicado para a categoria de Melhor Canção Urbana. Em 2022, Anitta se tornou a primeira brasileira indicada a Gravação do Ano com uma canção de reggaeton. Em 2024, Anitta se tornou a primeira brasileira indicada ao prêmio com uma canção solo de funk, e também se tornou o primeiro funk indicado a Gravação do Ano. Ainda em 2024, Anitta foi a primeira indicada a categoria de Melhor Interpretação Urbana em Língua Portuguesa com um funk, junto com Pedro Sampaio e DENNIS. 
| Ano  | Indicação                                    | Categoria                                 | Resultado | Ref.     |
| ---- | -------------------------------------------- | ----------------------------------------- | --------- | -------- |
| 2014 | Zen                                          | Melhor Canção Brasileira                  | Indicada  | [ 41 ]   |
| 2016 | Pra Todas Elas (com DJ Tubarão & Maneirinho) | Melhor Fusão/Interpretação Urbana         | Indicada  | [ 42 ]   |
| 2018 | Sua Cara (com Major Lazer & Pabllo Vittar)   | Melhor Fusão/Interpretação Urbana         | Indicada  | [ 43 ]   |
| 2018 | Downtown (com J Balvin)                      | Melhor Canção Urbana                      | Indicada  | [ 43 ]   |
| 2019 | Kisses                                       | Melhor Álbum de Música Urbana             | Indicada  | [ 44 ]   |
| 2020 | Rave de Favela (com Major Lazer & Mc Lan)    | Melhor Canção Urbana                      | Indicada  | [ 45 ]   |
| 2022 | Envolver                                     | Gravação do Ano                           | Indicada  |          |
| 2022 | Envolver                                     | Melhor Interpretação Reggaeton            | Indicada  | [ 46 ]   |
| 2022 | Envolver                                     | Gravação do Ano                           |           | [ 46 ]   |
| 2024 | Mil Veces                                    | Indicada                                  | [ 47 ]    |          |
| 2024 | Joga pra Lua (com Pedro Sampaio & DENNIS)    | Interpretação Urbana em Língua Portuguesa | [ 47 ]    | Indicada |

## Grande Prêmio do Cinema Brasileiro
O "Grande Prêmio do Cinema Brasileiro" é o maior prêmio do cinema brasileiro. Realizado anualmente pela Academia Brasileira de Cinema com a finalidade de condecorar os melhores filmes, documentários e séries nacionais.
| Ano  | Indicação               | Categoria                                | Resultado | Ref.   |
| ---- | ----------------------- | ---------------------------------------- | --------- | ------ |
| 2021 | Anitta: Made in Honório | Melhor Série Documentário de TV Paga/ott | Indicada  | [ 48 ] |

## Grupo Globo

### Caldeirão de Ouro
Em 2012, o Caldeirão encerra o quadro “A Festa é Sua”, e no lugar, criou a premiação brasileira anual “Caldeirão de Ouro” (CDO), o qual é semelhante ao Globo de Ouro — programa que deu entre 1972 e 1990 —. A diferença é que o Caldeirão apresenta as 10 músicas que foram mais tocadas no ano, com participações de artistas da Globo e cantores; isto é, dando prêmio físico aos vencedores após a apresentação dos artistas.
| Ano  | Indicação                 | Categoria     | Resultado | Ref.   |
| ---- | ------------------------- | ------------- | --------- | ------ |
| 2013 | "Show das Poderosas"      | As 10+ do Ano | 1º lugar  |        |
| 2014 | "Blá Blá Blá"             | As 10+ do Ano | 8º lugar  |        |
| 2015 | "Deixa Ele Sofrer"        | As 10+ do Ano | 4º lugar  |        |
| 2016 | "Sim ou Não"              | As 10+ do Ano | 4º lugar  | [ 50 ] |
| 2017 | "Paradinha"               | As 10+ do Ano | 3º lugar  | [ 51 ] |
| 2017 | "Loka"                    | As 10+ do Ano | 7º lugar  | [ 51 ] |
| 2017 | "Você Partiu Meu Coração" | As 10+ do Ano | 8º lugar  | [ 51 ] |
| 2018 | "Romance com Safadeza"    | As 10+ do Ano | 4º lugar  | [ 52 ] |
| 2018 | "Ao Vivo e A Cores"       | As 10+ do Ano | 5º lugar  | [ 52 ] |
| 2019 | "Terremoto" (com Kevinho) | As 10+ do Ano | 3º lugar  | [ 53 ] |

### Melhores do Ano
O “Melhores do Ano” (MDA) é uma premiação realizada pela emissora brasileira Rede Globo. Anitta recebeu sete indicações, vencendo em quatro.
| Ano  | Indicação            | Categoria      | Resultado | Ref.   |
| ---- | -------------------- | -------------- | --------- | ------ |
| 2013 | Anitta               | Melhor Cantora | Indicada  | [ 54 ] |
| 2013 | "Show das Poderosas" | Música do Ano  | Venceu    | [ 54 ] |
| 2015 | Anitta               | Melhor Cantora | Venceu    | [ 55 ] |
| 2016 | Anitta               | Melhor Cantora | Venceu    | [ 56 ] |
| 2017 | Anitta               | Melhor Cantora | Indicada  | [ 57 ] |
| 2017 | "Paradinha"          | Música do Ano  | Indicada  |        |
| 2018 | Anitta               | Melhor Cantora | Venceu    | [ 58 ] |

### Prêmio Gshow
O “Prêmio Gshow” (PG) foi uma premiação brasileira realizada anualmente desde 2016 até 2018 pelo portal de entretenimento que traz conteúdo da Rede Globo como bastidores da TV, Estúdios Globo, receitas, celebridades, web séries produzidas exclusivamente para o site e outros conteúdos. A votação era realizada sempre no mês de Dezembro e o resultado divulgado em Janeiro do ano seguinte.
| Ano  | Indicação                                    | Categoria     | Resultado | Ref.   |
| ---- | -------------------------------------------- | ------------- | --------- | ------ |
| 2017 | "Paradinha"                                  | Hino do Ano   | Indicada  | [ 59 ] |
| 2017 | "Sua Cara" (com Major Lazer e Pabllo Vittar) | Hino do Ano   | Indicada  | [ 59 ] |
| 2017 | Anitters                                     | Fandom do Ano | Indicada  | [ 59 ] |
| 2018 | Anitters                                     | Fandom do Ano | Indicada  | [ 60 ] |

### Prêmio Multishow de Música Brasileira
O “Prêmio Multishow de Música Brasileira” (PMMB) é uma premiação realizada anualmente pelo canal brasileiro Multishow.
| Ano  | Indicação                                     | Categoria          | Resultado      | Ref.          |
| ---- | --------------------------------------------- | ------------------ | -------------- | ------------- |
| 2013 | Anitta                                        | Artista Revelação  | Indicada       | [ 61 ]        |
| 2013 | "Show das Poderosas"                          | Melhor Clipe       | Venceu         | [ 61 ]        |
| 2013 | "Show das Poderosas"                          | Música Chiclete    | Venceu         | [ 61 ]        |
| 2014 | "Na Batida"                                   | Melhor Clipe       | Indicada       | [ 62 ]        |
| 2014 | "Zen"                                         | Melhor Música      | Indicada       | [ 62 ]        |
| 2015 | Anitta                                        | Melhor Cantora     | Indicada       | [ 63 ]        |
| 2015 | "Cobertor"                                    | Música Chiclete    | Indicada       | [ 63 ]        |
| 2015 | "Ritmo Perfeito"                              | Melhor Clipe TVZ   | Indicada       | [ 63 ]        |
| 2015 | "Ritmo Perfeito"                              | Melhor Música      | Venceu         | [ 63 ]        |
| 2015 | Meu Lugar Tour                                | Melhor Show        | Venceu         | [ 63 ]        |
| 2015 | "Deixa Ele Sofrer"                            | Novo Hit           | Indicada       | [ 63 ]        |
| 2016 | Anitta                                        | Melhor Cantora     | Indicada       | [ 64 ]        |
| 2016 | "Bang"                                        | Hit do ano         | Indicada       | [ 64 ]        |
| 2016 | "Bang"                                        | Música Chiclete    | Indicada       | [ 64 ]        |
| 2016 | "Bang"                                        | Melhor Clipe       | Indicada       | [ 64 ]        |
| 2016 | "Bang"                                        | Melhor Clipe TVZ   | Indicada       | [ 64 ]        |
| 2016 | "Blecaute"                                    | Melhor Música      | Venceu         | [ 64 ]        |
| 2016 | Bang Tour                                     | Melhor Show        | Venceu         | [ 64 ]        |
| 2016 | "Se Você Pensa"                               | Música Boa ao Vivo | Indicada       | [ 64 ]        |
| 2017 | Anitta                                        | Melhor Cantora     | Venceu         | [ 65 ]        |
| 2017 | "Paradinha"                                   | Melhor Clipe TVZ   | Indicada       | [ 65 ]        |
| 2017 | "Loka"                                        | Música Chiclete    | Venceu         | [ 65 ]        |
| 2017 | "Sim ou Não"                                  | Melhor Música      | Venceu         | [ 65 ]        |
| 2017 | Bang Tour                                     | Melhor Show        | Indicada       | [ 65 ]        |
| 2018 | Anitta                                        | Melhor Cantora     | Indicada       | [ 66 ]        |
| 2018 | Bang Tour                                     | Melhor Show        | Indicada       | [ 66 ]        |
| 2018 | "Vai Malandra"                                | Música Chiclete    | Venceu         | [ 66 ]        |
| 2018 | "Vai Malandra"                                | Melhor Clipe TVZ   | Venceu         | [ 66 ]        |
| 2018 | "Vai Malandra"                                | Venceu             |                | [ 66 ]        |
| 2018 | "Romance com Safadeza"                        | Indicada           |                | [ 66 ]        |
| 2019 | Anitta                                        | Indicada           | Melhor Cantora | [ 67 ] [ 68 ] |
| 2019 | "Onda Diferente"                              | Música Chiclete    | Venceu         | [ 67 ] [ 68 ] |
| 2019 | "Bola Rebola" (com J Balvin e Tropkillaz)     | Música Chiclete    | Indicado       | [ 67 ] [ 68 ] |
| 2019 | "Terremoto" (com Kevinho)                     | Melhor Clipe TVZ   | Venceu         | [ 67 ] [ 68 ] |
| 2020 | Anitta                                        | Melhor Cantora     | Indicada       | [ 69 ]        |
| 2020 | "Desce pro Play (Pa, Pa, Pa)"                 | Performance do Ano | Indicada       | [ 69 ]        |
| 2020 | "Desce pro Play (Pa, Pa, Pa)"                 | Música do Ano      | Indicada       | [ 69 ]        |
| 2020 | "Combatchy" (com Lexa, Luísa Sonza e Rebecca) | Melhor Clipe TVZ   | Venceu         | [ 69 ]        |
| 2021 | Anitta                                        | Melhor Cantora     | Indicada       | [ 70 ]        |
| 2021 | Anitta                                        | Performance do Ano | Indicada       | [ 70 ]        |
| 2021 | "Girl from Rio"                               | Música do Ano      | Venceu         | [ 70 ]        |
| 2021 | "Girl from Rio"                               | Melhor Clipe TVZ   | Venceu         | [ 70 ]        |
| 2022 | Anitta                                        | Artista do Ano     | Venceu         | [ 71 ] [ 72 ] |
| 2022 | Anitta                                        | Voz do Ano         | Indicada       | [ 71 ] [ 72 ] |
| 2022 | "Versions of Me"                              | Álbum do Ano       | Indicada       | [ 71 ] [ 72 ] |
| 2022 | "Versions of Me"                              | Capa do Ano        | Indicada       | [ 71 ] [ 72 ] |
| 2022 | "Envolver"                                    | Música do Ano      | Venceu         | [ 71 ] [ 72 ] |
| 2022 | "Envolver"                                    | Hit do Ano         | Indicada       | [ 71 ] [ 72 ] |
| 2022 | "Envolver"                                    | Clipe TVZ do Ano   | Indicada       | [ 71 ] [ 72 ] |
| 2022 | "Boys Don't Cry"                              | Venceu             |                | [ 71 ] [ 72 ] |
| 2023 | "Funk Rave"                                   | Indicada           | [ 73 ]         |               |
| 2023 | "Pilantra" (com Jão)                          | Venceu             | [ 73 ]         |               |
| 2023 | "Pilantra" (com Jão)                          | Pop do Ano         | [ 73 ]         | Indicada      |
| 2023 | "Funk Rave"                                   | Funk do Ano        | [ 73 ]         | Indicada      |
| 2023 | Anitta                                        | Artista do Ano     | [ 73 ]         | Indicada      |
| 2024 | Anitta                                        | Artista do Ano     | Indicada       | [ 74 ]        |
| 2024 | "Joga pra Lua" (com Dennis e Pedro Sampaio)   | Funk do Ano        | Venceu         | [ 74 ]        |
| 2024 | Funk Generation                               | Álbum do Ano       | Indicada       | [ 74 ]        |
| 2024 | Funk Generation                               | Capa do Ano        | Indicada       | [ 74 ]        |
| 2024 | "Mil Veces"                                   | Clipe TVZ do Ano   | Venceu         | [ 74 ]        |

### Prêmio Quem de Música
O “Prêmio Quem de Música” (PQM) foi uma premiação realizada pela brasileira Revista Quem.
| Ano  | Indicação | Categoria      | Resultado | Ref.   |
| ---- | --------- | -------------- | --------- | ------ |
| 2014 | Anitta    | Melhor Cantora | Indicada  | [ 75 ] |
| 2015 | Anitta    | Melhor Cantora | Indicada  |        |

### Prêmio Rádio Globo Quem
"Prêmio Rádio Globo Quem" (PRGQ) é uma premiação brasileira criada em 2021 através da união da Rádio Globo e da Revista Quem. A honraria celebra a música brasileira através de 11 categorias, que são decididas pelo voto popular e 3 através de votos do júri.
| Ano  | Indicação                                      | Categoria                  | Resultado | Ref.   |
| ---- | ---------------------------------------------- | -------------------------- | --------- | ------ |
| 2021 | "Modo Turbo" (com Luísa Sonza e Pabllo Vittar) | Melhor Coreografia         | Venceu    | [ 77 ] |
| 2021 | "Desce pro Play (Pa, Pa, Pa)"                  | Melhor Coreografia         | Indicada  | [ 77 ] |
| 2021 | "Modo Turbo" (com Luísa Sonza e Pabllo Vittar) | Melhor Feat                | Indicada  | [ 77 ] |
| 2021 | "Combatchy" (com Lexa, Luísa Sonza e Rebecca)  | Melhor Feat                | Indicada  | [ 77 ] |
| 2021 | Anitta                                         | Melhor Fã-Clube            | Indicada  | [ 77 ] |
| 2021 | "Desce pro Play (Pa, Pa, Pa)"                  | Melhor Música Pop Nacional | Indicada  | [ 77 ] |

### Troféu Vídeo Show
O “Troféu Vídeo Show” (TVS) foi uma premiação brasileira realizada pelo programa vespertino 'Vídeo Show' apenas em 2017 através de votação popular para eleger os melhores do canal no ano e prestigiar os artistas mais populares da época.
| Ano  | Indicação           | Categoria                      | Resultado | Ref.   |
| ---- | ------------------- | ------------------------------ | --------- | ------ |
| 2017 | "Essa Mina É Louca" | Música mais "chiclete" de 2017 | Indicada  | [ 78 ] |

## HEAT Latin Music Awards
Os HEAT Latin Music Awards, também chamado Premios HEAT, é uma cerimônia anual da República Dominicana para entrega de prêmios, que geralmente ocorre no início de Maio, o qual homenageia os maiores do ano na música latina. Votado pelo público e com transmissão do canal HTV para toda América Latina.
| Ano  | Indicação                          | Categoria                                                                | Resultado | Ref.     |
| ---- | ---------------------------------- | ------------------------------------------------------------------------ | --------- | -------- |
| 2019 | Anitta                             | Mejor Artista Femenina                                                   | Indicada  | [ 79 ]   |
| 2019 | "Machika" (com J Balvin e Jeon)    | Mejor Video                                                              | Indicada  | [ 79 ]   |
| 2019 | "Machika" (com J Balvin e Jeon)    | Mejor Colaboración                                                       | Indicada  | [ 79 ]   |
| 2020 | Anitta                             | Mejor Artista Femenina                                                   | Indicada  | [ 80 ]   |
| 2020 | Anitta                             | Mejor Artista Sur                                                        | Indicada  | [ 80 ]   |
| 2021 | Anitta                             | Premio Al Empoderamiento Femenino / Female Empowerment Trailblazer Award | Venceu    | [ 81 ]   |
| 2021 | Anitta                             | Mejor Artista Femenino                                                   | Indicada  | [ 81 ]   |
| 2021 | Anitta                             | Mejor Artista Región Sur                                                 | Venceu    | [ 81 ]   |
| 2021 | "Mi Niña (Remix)"                  | Mejor Video                                                              | Venceu    | [ 81 ]   |
| 2022 | Anitta                             | Mejor Artista Femenino                                                   | Indicada  | [ 82 ]   |
| 2022 | Anitta                             | Mejor Artista Region Sur                                                 | Indicada  | [ 82 ]   |
| 2024 | Anitta                             | Venceu                                                                   | [ 83 ]    |          |
| 2024 | Anitta                             | Mejor Artista Femenino                                                   | [ 83 ]    | Indicada |
| 2024 | "Bellakeo" (com Peso Pluma)        | Mejor Colaboración                                                       | [ 83 ]    | Indicada |
| 2025 | "Alegría" (com Tiago PZK e Emilia) | Mejor Video                                                              | Pendente  | [ 84 ]   |
| 2025 | Anitta                             | Mejor Artista Femenino                                                   | Pendente  | [ 84 ]   |
| 2025 | Anitta                             | Mejor Artista Región Sur                                                 | Pendente  | [ 84 ]   |

## iHeartRadio Music Awards
O “iHeartRadio Music Awards” (iHRMAs) é uma premiação americana que celebra as músicas mais ouvidas ao longo do ano em todas as estações de rádio. Anitta ganhou na categoria "Social Star Award" em 2018, que define o artista mais influente nas redes sociais.
| Ano  | Indicação  | Categoria              | Resultado | Ref.   |
| ---- | ---------- | ---------------------- | --------- | ------ |
| 2018 | Anitta     | Social Star Award      | Venceu    | [ 85 ] |
| 2023 | "Envolver" | Best Music Video       | Indicada  | [ 86 ] |
| 2023 | "Envolver" | Tiktok Bop of the Year | Indicada  | [ 86 ] |

## International Golden Panther Music Awards
O "International Golden Panther Music Awards" é uma premiação americana internacionalmente aberta aos artistas dos EUA e estrangeiros, a qual ocorre no início do ano. Os prêmios são apresentados aos artistas mais vendidos do mundo nas várias categorias e aos artistas mais vendidos de cada território principal.
| Ano  | Indicação | Categoria             | Resultado | Ref. |
| ---- | --------- | --------------------- | --------- | ---- |
| 2019 | Anitta    | Best Brazilian Artist | Indicada  |      |
| 2020 | Anitta    | Best Brazilian Artist | Indicada  |      |

## International Reggae and World Music Awards
O ”International Reggae and World Music Awards” (IRAWMA) é uma premiação jamaicana realizada anualmente durante o início do ano (Janeiro), a qual elege através de votação popular os melhores do ano no país. A mesma tem o objetivo de premiar artistas da indústria do Reggae, Dancehall e World Music, ou melhor, é o principal prêmio da Jamaica.
| Ano  | Indicação | Categoria           | Resultado | Ref.   |
| ---- | --------- | ------------------- | --------- | ------ |
| 2020 | "Fuego"   | Best Crossover Song | Venceu    | [ 89 ] |

## Latin American Music Awards
O "Latin American Music Awards" (Latin AMAs) é uma premiação anual americana exibida pelo canal Telemundo. Trata-se de uma versão latino-americana do American Music Awards (AMAs) produzido pela Dick Clark Productions.
| Ano  | Indicação                             | Categoria                                        | Resultado | Ref.   |
| ---- | ------------------------------------- | ------------------------------------------------ | --------- | ------ |
| 2018 | "Medicina"                            | Vídeo Favorito                                   | Venceu    | [ 90 ] |
| 2019 | "R.I.P." (com Sofia Reyes e Rita Ora) | Vídeo Favorito                                   | Venceu    |        |
| 2021 | Anitta                                | Artista Favorita Femenina                        | Venceu    | [ 91 ] |
| 2021 | Anitta                                | Artista Social del Año                           | Indicada  | [ 91 ] |
| 2022 | Anitta                                | Artista Social Favorito / Favorite Social Artist | Indicada  | [ 92 ] |
| 2022 | "Girl from Rio"                       | Video Favorito / Favorite Video                  | Venceu    | [ 92 ] |
| 2023 | Anitta                                | Melhor Artista - Pop                             | Indicada  | [ 93 ] |
| 2023 | "Envolver"                            | Melhor Canção Urbana                             | Indicada  | [ 93 ] |

## Latin Music Official Italian Awards
O "Latin Music Italian Awards" é uma premiação italiana realizada anualmente desde 2012, cujo intuito é prestigiar o evento musical, o qual ocorre na cidade de Milão. É organizado pela Latin Music Oficial com o objetivo de divulgar, promover e reconhecer a música latina na Itália e Europa.
| Ano  | Indicação                                   | Categoria                                 | Resultado | Ref. |
| ---- | ------------------------------------------- | ----------------------------------------- | --------- | ---- |
| 2014 | Meu Lugar                                   | Best Latin Female Album of The Year       | Venceu    |      |
| 2015 | Anitta                                      | Artist Saga                               | Indicada  |      |
| 2016 | Anitta                                      | Best Latin Alternative Artist of The Year | Indicada  |      |
| 2016 | "Sim ou Não"                                | Best Latin Female Video of The Year       | Indicada  |      |
| 2017 | Anitta                                      | Best Brazilian Artist of the Year         | Indicada  |      |
| 2017 | Anitta                                      | Best Latin #InstaVip                      | Indicada  |      |
| 2017 | "Paradinha"                                 | Best Latin Female Video of The Year       | Indicada  |      |
| 2018 | Anitta                                      | Best Brazilian Artist of The Year         | Indicada  |      |
| 2018 | "Vai Malandra"                              | Best Brazilian Artist of The Year         | Venceu    |      |
| 2019 | Anitta                                      | Best Brazilian Artist                     | Venceu    |      |
| 2019 | Anitta                                      | Best Latin Concert in Italy               | Indicada  |      |
| 2019 | "Bola Rebola" (com J Balvin e Tropkillaz)   | Best Brazilian Song                       | Venceu    |      |
| 2019 | "Terremoto" (com Kevinho)                   | Best Brazilian Song                       | Indicada  |      |
| 2019 | "Favela Chegou"                             | Best Brazilian Song                       | Indicada  |      |
| 2019 | "R.I.P." (com Sofia Reyes e Rita Ora)       | Best Latin Female Video                   | Venceu    |      |
| 2019 | "R.I.P." (com Sofia Reyes e Rita Ora)       | Best Spanglish Song                       | Venceu    |      |
| 2019 | "R.I.P." (com Sofia Reyes e Rita Ora)       | Best Latin Choreography Video             | Indicada  |      |
| 2020 | Anitters                                    | Best Latin Fandom                         | Venceu    |      |
| 2020 | "Me Gusta" (com Cardi B e Myke Towers)      | Best Spanglish Song                       | Venceu    |      |
| 2020 | "Me Gusta" (com Cardi B e Myke Towers)      | Best Latin Female Video                   | Venceu    |      |
| 2020 | "Paloma" (com Fred De Palma)                | Best Eurolatino Song                      | Indicada  |      |
| 2020 | Anitta                                      | Best Look                                 | Indicada  |      |
| 2020 | Anitta                                      | Best Brazilian Artist                     | Indicada  |      |
| 2020 | "Desce pro Play (Pa, Pa, Pa)"               | Best Brazilian Song                       | Indicada  |      |
| 2020 | "Rave de Favela" (com MC Lan e Major Lazer) | Best Brazilian Song                       | Indicada  |      |
| 2020 | Best Latin Video Coreography                |                                           | Indicada  |      |

## Latino Show Music Awards
O "Latino Show Music Awards" é uma cerimônia de premiações colombiana que reúne as personalidades do Show Business durante três dias, alcançando um elevado impacto midiático e assistência dos principais meios de comunicação colombianos e internacionais, terminando com uma gala de prêmios onde o trabalho musical de artistas da indústria da música latina é reconhecido.
| Ano  | Indicação  | Categoria                       | Resultado | Ref.    |
| ---- | ---------- | ------------------------------- | --------- | ------- |
| 2021 | Anitta     | Mejor Artista Feminina (Urbano) | Venceu    | [ 100 ] |
| 2022 | Anitta     | Mejor Artista Feminina (Urbano) | Venceu    | [ 101 ] |
| 2022 | "Envolver" | Videoclip del Año               | Venceu    | [ 101 ] |
| 2022 | "Envolver" | Canción viral de TikTok         | Indicada  | [ 102 ] |
| 2022 | "Envolver" | Canción del Año                 | Indicada  | [ 102 ] |
| 2023 | Anitta     | Mejor Artista Feminina (Urbano) | Indicada  | [ 103 ] |
| 2024 | Anitta     | Mejor Artista Feminina (Urbano) | Indicada  | [ 104 ] |

## Los Angeles International Music Video Festival
O “Los Angeles International Music Video Festival” (LAMV) é um festival que nasceu dentro do Festival de Cinema Brasileiro de Los Angeles - LABRFF.
| Ano  | Indicação                     | Categoria                 | Resultado | Ref. |
| ---- | ----------------------------- | ------------------------- | --------- | ---- |
| 2020 | "Desce pro Play (Pa, Pa, Pa)" | Best Artistic Performance | Venceu    |      |
| 2020 | "Desce pro Play (Pa, Pa, Pa)" | Best Music Video          | Indicada  |      |

## LOS40 Music Awards
A “LOS40 Music Awards” é uma premiação espanhola realizada anualmente por uma rede contemporary hit radio chamada LOS 40, a qual elege por votação da crítica e três categorias por votação popular as melhores músicas de artistas da Espanha e sucessos internacionais.
| Ano  | Indicação                             | Categoria                          | Resultado | Ref.    |
| ---- | ------------------------------------- | ---------------------------------- | --------- | ------- |
| 2019 | Anitta                                | Artista o Productor LOS40 Urban    | Indicada  | [ 105 ] |
| 2019 | "R.I.P." (com Sofia Reyes e Rita Ora) | Videoclip del Año (Internacional)  | Venceu    | [ 105 ] |
| 2020 | Anitta                                | Artista o Grupo Latino             | Indicada  |         |
| 2022 | Anitta                                | Mejor Artista o Grupo Latino       | Venceu    | [ 106 ] |
| 2022 | Versions of Me                        | Mejor Álbum (Global Latina)        | Indicada  | [ 106 ] |
| 2022 | "Envolver Remix"                      | Mejor Colaboracion (Global Latina) | Indicada  | [ 106 ] |
| 2023 | "Funk Rave"                           | Mejor Videoclip (Global Latina)    | Indicada  | [ 107 ] |
| 2024 | "Aceita"                              | Mejor Videoclip (Global Latina)    | Indicada  | [ 108 ] |

## Maratona da Alegria
A “Maratona da Alegria” (MDAl), megaevento musical realizado anualmente pela emissora de rádio brasileira "FM O Dia" na cidade do Rio de Janeiro, a qual promoveu sua 10.ª edição premiando todos os artistas que apresentaram-se com uma placa física em formato de troféu dada pela organização do evento.
| Ano  | Indicação | Categoria                                                             | Resultado | Ref. |
| ---- | --------- | --------------------------------------------------------------------- | --------- | ---- |
| 2019 | Anitta    | Título de apresentação nos 10 anos de história da Maratona da Alegria | Venceu    |      |

## Melhores do Ano FM O Dia
Melhores do Ano FM O Dia foi uma premiação realizada anualmente pela emissora de rádio brasileira FM O Diap da cidade do Rio de Janeiro.
| Ano  | Indicação          | Categoria            | Resultado | Ref.    |
| ---- | ------------------ | -------------------- | --------- | ------- |
| 2015 | Anitta             | Melhor Artista Solo  | Venceu    | [ 111 ] |
| 2015 | Anitta             | Melhor CD ou DVD     | Venceu    | [ 111 ] |
| 2015 | "Blá Blá Blá"      | Melhor Música        | Indicada  | [ 111 ] |
| 2015 | "Cobertor"         | Melhor Clipe         | Indicada  | [ 111 ] |
| 2016 | Anitta             | Melhor Artista Solo  | Venceu    | [ 112 ] |
| 2016 | Anitta             | Melhor Grupo/Artista | Venceu    | [ 112 ] |
| 2016 | "Deixa Ele Sofrer" | Melhor Clipe         | Venceu    | [ 112 ] |
| 2016 | "Na Batida"        | Melhor Música        | Venceu    | [ 112 ] |
| 2017 | Anitta             | Melhor Artista Solo  | Venceu    |         |
| 2017 | Anitta             | Melhor Grupo/Artista | Indicada  |         |
| 2017 | "Sim ou Não"       | Melhor Clipe         | Venceu    |         |
| 2017 | "Bang"             | Melhor Música        | Venceu    |         |
| 2017 | Bang Tour          | Melhor Show          | Indicada  |         |

## Music Video Festival Awards
O "Music Video Festival Awards" (MVF) é uma premiação que celebra a produção audiovisual de vídeos musicais, premiando anualmente os melhores videoclipes e vídeos musicais nacionais e internacionais.
| Ano  | Indicação                                      | Categoria                                                       | Resultado | Ref.    |
| ---- | ---------------------------------------------- | --------------------------------------------------------------- | --------- | ------- |
| 2021 | "Girl from Rio"                                | Melhor Videoclipe                                               | Venceu    | [ 113 ] |
| 2021 | "Girl from Rio"                                | Melhor Direção de Arte em Videoclipe                            | Indicada  | [ 113 ] |
| 2021 | "Girl from Rio"                                | Melhor Coreografia em Videoclipe                                | Indicada  | [ 113 ] |
| 2021 | "Girl from Rio"                                | Melhor Figurino em Videoclipe                                   | Venceu    | [ 113 ] |
| 2021 | "Modo Turbo" (com Luísa Sonza e Pabllo Vittar) | Melhor Figurino em Videoclipe                                   | Indicada  | [ 113 ] |
| 2021 | "Modo Turbo" (com Luísa Sonza e Pabllo Vittar) | Efeitos Especiais em Videoclipe                                 | Indicada  | [ 113 ] |
| 2022 | "Gata"                                         | Melhor Figurino em Videoclipe em Parceria com Urban Performance | Indicada  | [ 114 ] |
| 2022 | "Tropa"                                        | Melhor Videoclipe para Marca ou Instituição                     | Indicada  | [ 114 ] |
| 2023 | "Funk Rave"                                    | Melhor Videoclipe Nacional                                      | Indicada  | [ 115 ] |
| 2024 | Funk Generation: A Baile Funk Experience       | Coreografia Nacional                                            | Venceu    | [ 116 ] |
| 2024 | Funk Generation: A Baile Funk Experience       | Figurino Nacional                                               | Venceu    | [ 116 ] |
| 2024 | "Aceita"                                       | Fotografia Nacional                                             | Indicada  | [ 116 ] |
| 2024 | "São Paulo"                                    | Inovação Internacional                                          | Indicada  | [ 116 ] |

## MTV

### MTV Video Music Awards
O "MTV Video Music Awards" (VMAs) é uma das maiores premiações da música americana criada em 1984 pela MTV, de forma a enaltecer e homenagear os melhores videoclipes do ano.
| Ano  | Indicação                   | Categoria                     | Resultado | Ref.    |
| ---- | --------------------------- | ----------------------------- | --------- | ------- |
| 2022 | "Envolver"                  | Melhor Vídeo de Música Latino | Venceu    | [ 117 ] |
| 2023 | "Funk Rave"                 | Melhor Vídeo de Música Latino | Venceu    | [ 118 ] |
| 2024 | "Bellakeo" (com Peso Pluma) | Melhor Vídeo de Música Latino | Indicada  | [ 119 ] |
| 2024 | "Mil Veces"                 | Melhor Vídeo de Música Latino | Venceu    | [ 119 ] |
| 2024 | "Mil Veces"                 | Melhor Edição                 | Indicada  | [ 119 ] |

### MTV Europe Music Awards
O “MTV Europe Music Awards” (EMA) é uma premiação de música, que ocorre anualmente, no mês de novembro. Foi estabelecido em 1994 pela MTV Europe, para celebrar os artistas, músicas e videoclipes mais populares na Europa.
| Ano                             | Indicação          | Categoria                 | Resultado       | Ref.    |
| ------------------------------- | ------------------ | ------------------------- | --------------- | ------- |
| 2014                            | Anitta             | Melhor Artista Latino     | Indicada        | [ 120 ] |
| 2014                            | Anitta             | Melhor Artista Brasileiro | Venceu          | [ 120 ] |
| 2014                            | Anitta             | Melhor Artista Brasileiro | Venceu          | [ 120 ] |
| 2015                            | Anitta             | Melhor Artista Brasileiro | Venceu          | [ 121 ] |
| 2015                            | Anitta             | Melhor Artista Latino     | Venceu          | [ 121 ] |
| 2016                            | Anitta             | Melhor Artista Latino     | Indicada        |         |
| 2016                            | Anitta             | Melhor Artista Brasileiro | Venceu          | [ 122 ] |
| 2017                            | Anitta             | Melhor Artista Brasileiro | Venceu          | [ 123 ] |
| 2018                            | Anitta             | Melhor Artista Brasileiro | Venceu          | [ 124 ] |
| 2019                            | Anitta             | Melhor Artista Brasileiro | Indicada        | [ 125 ] |
| 2020                            | Anitta             | Melhor Artista Brasileiro | Indicada        | [ 126 ] |
| 2021                            | Anitta             | Melhor Artista Brasileiro | Indicada        | [ 127 ] |
| 2022                            | Anitta             | Melhor Artista Brasileiro | Indicada        |         |
| [ 128 ]                         | Anitta             | Melhor Artista Brasileiro | Indicada        |         |
| Melhor Artista de Música Latina | Anitta             | Venceu                    |                 |         |
| Melhor Artista de Música Latina | Anitta             | 2023                      | Venceu          |         |
| Maiores Fãs                     | Anitta             | 2023                      | (não atribuído) |         |
| Maiores Fãs                     | Anitta             | 2024                      | Indicada        | [ 129 ] |
| Melhor Artista de Música Latina | Anitta             | 2024                      | Indicada        | [ 129 ] |
| "Bellakeo" (com Peso Pluma)     | Melhor Colaboração | 2024                      | Indicada        | [ 129 ] |

### MTV Millennial Awards Brasil
O “MTV Millennial Awards Brasil” (MTV Miaw Brasil), também conhecido como MTV MIAW, é uma premiação brasileira criada pela MTV Latinoamerica que recompensa o melhor da geração Y nas áreas da música, dos filmes e do mundo digital.
| Ano  | Indicação                                     | Categoria           | Resultado | Ref.    |
| ---- | --------------------------------------------- | ------------------- | --------- | ------- |
| 2018 | Anitta                                        | Ícone MIAW          | Indicada  | [ 132 ] |
| 2018 | Anitta                                        | Artista Musical     | Venceu    | [ 132 ] |
| 2018 | Anitta                                        | Insta BR            | Indicada  | [ 132 ] |
| 2018 | Anitta                                        | Selfie do Ano       | Indicada  | [ 132 ] |
| 2018 | "Machika" (com J Balvin e Jeon)               | Hit Internacional   | Indicada  | [ 132 ] |
| 2018 | "Vai Malandra"                                | Clipe do Ano        | Indicada  | [ 132 ] |
| 2018 | "Vai Malandra"                                | Hino do Ano         | Venceu    | [ 132 ] |
| 2018 | "Downtown" (com J Balvin)                     | Feat. do Ano        | Venceu    | [ 132 ] |
| 2018 | Anitters                                      | Fandom do Ano       | Indicada  | [ 132 ] |
| 2019 | Anitta                                        | Artista Musical     | Indicada  | [ 133 ] |
| 2019 | Anitta                                        | Top das Lives       | Indicada  | [ 133 ] |
| 2019 | "Banana" (com Becky G)                        | Clipe do Ano        | Venceu    | [ 133 ] |
| 2019 | "Romance com Safadeza"                        | Hino de Karaokê     | Indicada  | [ 133 ] |
| 2019 | "Onda Diferente"                              | Feat. do Ano        | Indicada  | [ 133 ] |
| 2019 | "Bola Rebola" (com J Balvin e Tropkillaz)     | Hino do Ano         | Venceu    | [ 133 ] |
| 2019 | Anitters                                      | Fandom do Ano       | Indicada  | [ 133 ] |
| 2019 | Plínio                                        | Pet do Ano          | Venceu    | [ 133 ] |
| 2020 | Anitta                                        | Artista Musical     | Venceu    | [ 134 ] |
| 2020 | "Desce pro Play (Pa, Pa, Pa)"                 | Hino do Ano         | Indicada  | [ 134 ] |
| 2020 | "Combatchy" (com Lexa, Luísa Sonza e Rebecca) | Feat Nacional       | Venceu    | [ 134 ] |
| 2020 | Anitters                                      | Fandom Real_Oficial | Indicada  | [ 134 ] |
| 2022 | Anitta                                        | Ícone MIAW          | Indicada  | [ 135 ] |
| 2022 | Anitta                                        | Artista Musical     | Indicada  | [ 135 ] |
| 2022 | Anitta                                        | From Brasil!        | Indicada  | [ 135 ] |
| 2022 | "Envolver"                                    | Coreô Envolvente    | Indicada  | [ 135 ] |
| 2022 | "Envolver"                                    | Hit Global          | Indicada  | [ 135 ] |
| 2022 | "Versions of Me"                              | Albaum do Ano       | Indicada  | [ 135 ] |
| 2022 | Anitta e Bruna Marquezine                     | Dupla de Milhões    | Indicada  | [ 135 ] |

### MTV Millennial Awards México
O “MTV Millennial Awards México” (MTV Miaw México), também conhecido como MTV MIAW, é uma premiação mexicana criada pela MTV Latinoamerica que recompensa o melhor da geração Y nas áreas da música, dos filmes e do mundo digital.
| Ano  | Indicação                             | Categoria                     | Resultado | Ref.    |
| ---- | ------------------------------------- | ----------------------------- | --------- | ------- |
| 2018 | "Downtown" (com J Balvin)             | Hit del Año                   | Venceu    |         |
| 2018 | "Machika" (com J Balvin e Jeon)       | Video del Año                 | Indicada  |         |
| 2019 | Anitta                                | Instastories                  | Indicada  |         |
| 2019 | Anitta                                | Artista viral                 | Indicada  |         |
| 2019 | "R.I.P." (com Sofia Reyes e Rita Ora) | Música Ship Del Año           | Indicada  |         |
| 2021 | Anitta                                | Bichota del Año               | Indicada  |         |
| 2022 | Anitta                                | Creador Global Con Más Chispa | Indicada  | [ 138 ] |
| 2022 | Anitta                                | Motomami del Año              | Indicada  | [ 138 ] |
| 2022 | Anitta & Bella Poarch                 | Crazy Collabs                 | Indicada  | [ 138 ] |
| 2022 | "Envolver"                            | Himno Viral                   | Indicada  | [ 138 ] |
| 2022 | "Envolver"                            | Bomba Viral                   | Venceu    | [ 138 ] |
| 2023 | Anitta                                | "La Loba" del Año             | Indicada  | [ 139 ] |
| 2024 | "Bellakeo" (com Peso Pluma)           | Bellakeo Supremo              | Indicada  | [ 140 ] |
| 2024 | "Bota Niña" (com Bad Gyal)            | Bellakeo Supremo              | Indicada  | [ 140 ] |
| 2024 | Anitta & Peso Pluma                   | Epic Kiss of the Year         | Venceu    | [ 140 ] |
| 2024 | Anitters - Anitta fans                | Fandom del Año                | Indicada  | [ 140 ] |

### MTV Israel: Desfile Anual
O “MTV Israel: Desfile Anual” é uma premiação israelense que tem como objetivo premiar os melhores artistas e clipes anuais, os quais mais fizeram sucesso em Israel durante o ano.
| Ano  | Indicação                       | Categoria           | Resultado | Ref. |
| ---- | ------------------------------- | ------------------- | --------- | ---- |
| 2018 | "Machika" (com J Balvin e Jeon) | Melhor Clipe do Ano | Indicada  |      |

## Nickelodeon

### Kids' Choice Awards
O "Kids' Choice Awards" (KCAs) é uma premiação americana do cinema, televisão, e música americana criado em 1988 pelo canal de TV a cabo Nickelodeon. Atualmente é a maior premiação infantil do planeta.
| Ano  | Indicação | Categoria                         | Resultado | Ref.    |
| ---- | --------- | --------------------------------- | --------- | ------- |
| 2014 | Anitta    | Artista Brasileiro Favorito       | Indicada  |         |
| 2014 | "Zen"     | Hit do Ano do Brasil              | Indicada  |         |
| 2015 | Anitta    | Artista Brasileiro Favorito       | Indicada  |         |
| 2016 | Anitta    | Artista Brasileiro Favorito       | Indicada  |         |
| 2017 | Anitta    | Personalidade Brasileira Favorita | Indicada  |         |
| 2022 | Anitta    | Artista Brasileiro Favorito       | Venceu    | [ 141 ] |
| 2023 | Anitta    | Artista Latina Favorita           | Indicada  | [ 142 ] |

### Kids' Choice Awards México
O "Nickelodeon Kids' Choice Awards México" (KCA México) é a edição mexicana do Kids' Choice Awards realizados nos Estados Unidos.
| Ano  | Indicação | Categoria          | Resultado | Ref.    |
| ---- | --------- | ------------------ | --------- | ------- |
| 2024 | Anitta    | Artista Brasileiro | Venceu    | [ 144 ] |

### Meus Prêmios Nick
O "Meus Prêmios Nick" (MPN) é uma premiação brasileira realizada pelo canal infanto-juvenil Nickelodeon Brasil.
| Ano             | Indicação             | Categoria                      | Resultado | Ref. |
| --------------- | --------------------- | ------------------------------ | --------- | ---- |
| 2013            | Anitta                | Cantora Favorita               | Indicada  |      |
| 2013            | Anitta                | Revelação Musical              | Indicada  |      |
| 2014            | Anitta                | Cantora Favorita               | Indicada  |      |
| 2014            | "Cobertor"            | Música do Ano                  | Indicada  |      |
| 2015            | Anitta                | Cantora Favorita               | Indicada  |      |
| 2015            | Anitta                | Gata do Ano                    | Indicada  |      |
| 2016            | Anitta                | Cantora Favorita               | Venceu    |      |
| 2016            | Anitta                | Gata Trendy                    | Indicada  |      |
| 2016            | "Bang"                | Música do Ano                  | Indicada  |      |
| 2017            | Anitta                | Cantora Favorita               | Indicada  |      |
| 2017            | Anitta                | Instagram Brasileiro Favorito  | Indicada  |      |
| 2017            | "Sim ou Não"          | Colaboração Favorita           | Indicada  |      |
| 2017            | "Paradinha"           | Hit do Ano do Brasil           | Indicada  |      |
| 2017            | "Paradinha"           | Videoclipe Brasileiro Favorito | Indicada  |      |
| 2018            | Anitta                | Artista Musical Favorito       | Venceu    |      |
| 2018            | Anitta                | Gata Trendy                    | Venceu    |      |
| 2018            | Anitters              | Fandom do Ano                  | Indicada  |      |
| 2018            | "Medicina"            | Hit do Ano                     | Venceu    |      |
| 2019            | Anitta                | Artista Musical Favorito       | Venceu    |      |
| 2019            | Anitta                | Melhor Show (20 anos)          | Venceu    |      |
| 2019            | Anitters              | Fandom do Ano                  | Indicada  |      |
| 2020            | Anitta                | Artista Musical Favorito       | Indicada  |      |
| 2021            | Anitta                | Artista Musical Favorito       | Indicada  |      |
| "Girl From Rio" | Hit Nacional Favorito | Venceu                         |           |      |
| Plínio          | InstaPets             | Venceu                         |           |      |

## NRJ Music Awards
O "NRJ Music Awards" (NMA) é uma premiação concedida pela estação de rádio francesa NRJ, para homenagear os melhores da indústria musical francesa e mundial. A cerimônia de premiação é realizada em parceria com a rede de televisão TF1, acontece anualmente, na França. São premiados músicos populares de diferentes categorias.
| Ano  | Indicação    | Categoria                                  | Resultado | Ref.    |
| ---- | ------------ | ------------------------------------------ | --------- | ------- |
| 2021 | "Mon Soleil" | Collaboration Francophone de l'Année       | Indicada  | [ 146 ] |
| 2021 | "Mon Soleil" | Chanson Francophone de l'Année             | Indicada  | [ 146 ] |
| 2022 | Anitta       | Artiste Féminine Internacionale de l'Année | Indicada  | [ 147 ] |
| 2022 | "Envolver"   | Chanson Internacionale de l'Année          | Indicada  | [ 147 ] |

## People's Choice Awards
O "People's Choice Awards" (PCAs) é uma premiação que reconhece as pessoas, músicas e séries da cultura popular. Foi criada pelo produtor Bob Stivers e é exibida desde 1975 pela CBS. A premiação é atualmente produzida pela empresa de higiene Procter & Gamble e decidida por votação online.
| Ano  | Indicação | Categoria                      | Resultado | Ref.    |
| ---- | --------- | ------------------------------ | --------- | ------- |
| 2022 | Anitta    | Melhor Artista Latino          | Indicada  | [ 148 ] |
| 2024 | Anitta    | Artista Latina Feminina do Ano | Indicada  | [ 149 ] |

## PLAY — Prémios da Música Portuguesa
O “Play - Prémios da Música Portuguesa” (PLAYPMP) é uma premiação portuguesa realizada anualmente desde 2019, cujo intuito é premiar os melhores artistas com base nas vendas físicas e streaming pela PassMúsica no país. A maioria de suas categorias é definida por críticos, com exceção de “Vodafone Canção do Ano”. A cerimônia ocorre tradicionalmente no Coliseu dos Recreios, em Lisboa.
| Ano  | Indicação                                      | Categoria        | Resultado | Ref.    |
| ---- | ---------------------------------------------- | ---------------- | --------- | ------- |
| 2020 | "Terremoto" (com Kevinho)                      | Prémio Lusofonia | Indicada  | [ 150 ] |
| 2022 | "Modo Turbo" (com Luísa Sonza e Pabllo Vittar) | Prémio Lusofonia | Indicada  | [ 151 ] |
| 2023 | "No Chão Novinha" (com Pedro Sampaio)          | Prémio Lusofonia | Indicada  | [ 152 ] |

## Prêmio Área VIP — Melhores da Mídia
O “Prêmio Área VIP — Melhores da Mídia” (PAVIP) é uma recente premiação brasileira criada pelo site “Área VIP”, o qual sempre é iniciado no fim do ano-novo de cada ano. Este engloba 32 categorias, entre grandes astros e estrelas, shows e atrações, música e informação
| Ano  | Indicação      | Categoria      | Resultado | Ref.    |
| ---- | -------------- | -------------- | --------- | ------- |
| 2018 | Anitta         | Melhor Cantora | Indicada  | [ 153 ] |
| 2018 | Anitta         | VIP do Ano     | Indicada  | [ 153 ] |
| 2018 | "Vai Malandra" | Hit do Ano     | Indicada  | [ 153 ] |
| 2019 | Anitta         | Melhor Cantora | Venceu    | [ 154 ] |
| 2019 | Anitta         | VIP do Ano     | Venceu    | [ 154 ] |
| 2020 | Anitta         | Melhor Cantora | Indicada  | [ 155 ] |
| 2020 | Anitta         | VIP do Ano     | Indicada  | [ 155 ] |
| 2021 | Anitta         | Melhor Cantora | Indicada  | [ 156 ] |
| 2021 | Anitta         | VIP do Ano     | Indicada  | [ 156 ] |
| 2022 | Anitta         | Melhor Cantora | Indicada  | [ 157 ] |
| 2022 | Anitta         | VIP do Ano     | Indicada  | [ 157 ] |
| 2022 | "Envolver"     | Hit do Ano     | Indicada  | [ 157 ] |

## Prêmio Cariocas do Ano
O “Prêmio Cariocas do Ano” (PCA) é uma premiação realizada pela revista brasileira Veja Rio.
| Ano  | Indicação | Categoria      | Resultado | Ref.    |
| ---- | --------- | -------------- | --------- | ------- |
| 2016 | Anitta    | Cantora do Ano | Venceu    |         |
| 2022 | Anitta    | Carioca do Ano | Venceu    | [ 158 ] |

## Prêmio CONTIGO! Online
O “Prêmio CONTIGO! Online” é uma premiação brasileira feita pela revista brasileira Contigo! para premiar os melhores do ano. A partir de 2020 pra frente, os ganhadores receberão prêmio físico; anos anteriores não estão incluídos
| Ano  | Indicação                                    | Categoria                      | Resultado | Ref.    |
| ---- | -------------------------------------------- | ------------------------------ | --------- | ------- |
| 2017 | Anitta                                       | Melhor Cantora                 | Indicada  |         |
| 2017 | "Sua Cara" (com Major Lazer e Pabllo Vittar) | Hit do Ano                     | Venceu    |         |
| 2017 | "Paradinha"                                  | Hit do Ano                     | Indicada  |         |
| 2017 | "Loka"                                       | Hit do Ano                     | Indicada  |         |
| 2017 | "Você Partiu Meu Coração"                    | Hit do Ano                     | Indicada  |         |
| 2017 | "Downtown" (com J Balvin)                    | Melhor Clipe                   | Indicada  |         |
| 2017 | "Sua Cara" (com Major Lazer e Pabllo Vittar) | Melhor Clipe                   | Indicada  |         |
| 2018 | Anitta                                       | Melhor Cantora                 | Indicada  |         |
| 2019 | Anitta                                       | Melhor Cantora                 | Venceu    |         |
| 2019 | Clube da Anittinha                           | Melhor Programa Infantojuvenil | Indicada  |         |
| 2019 | "Onda Diferente"                             | Hit do Ano                     | Indicada  |         |
| 2020 | Anitta                                       | Melhor Cantora                 | Indicada  |         |
| 2020 | Anitta                                       | Melhor TikToker                | Indicada  |         |
| 2020 | "Me Gusta" (com Cardi B e Myke Towers)       | Melhor Música do Ano           | Indicada  |         |
| 2022 | "Envolver"                                   | Música do Ano                  | Indicada  | [ 159 ] |
| 2022 | Anitta                                       | Melhor Cantora                 | Venceu    | [ 159 ] |

## Prêmio da Música Brasileira
O Prêmio da Música Brasileira, anteriormente Prêmio Sharp, Prêmio Caras e Prêmio TIM de Música, é uma importante premiação brasileira que busca homenagear e premiar a pluralidade das manifestações musicais brasileiras, incentivando o surgimento de novos talentos, e propiciando o encontro entre as diversas tendências da musicais nacional, procurando a mais alta qualidade em todas as vertentes da nossa música.
| Ano  | Indicação                            | Categoria                        | Resultado | Ref     |
| ---- | ------------------------------------ | -------------------------------- | --------- | ------- |
| 2023 | Versions of Me                       | Lançamento em Língua Estrangeira | Indicada  | [ 161 ] |
| 2023 | "Tropa"                              | Projeto Audiovisual              | Indicada  | [ 161 ] |
| 2024 | Funk Generation: A Favela Love Story | Lançamento em Língua Estrangeira | Venceu    | [ 162 ] |
| 2025 | Funk Generation                      | Lançamento em Língua Estrangeira | Indicada  | [ 163 ] |

## Prêmio DNA da Balada
O “Prêmio DNA da Balada” (PDDB) foi uma premiação brasileira realizada anualmente de 2014 até 2016 pelo site de internet 'DNA da Balada', a qual tinha o objetivo de premiar pessoalmente os melhores e valorizar os profissionais que trabalham o ano inteiro para proporcionar a melhor opção de diversão, com total imparcialidade.
| Ano  | Indicação    | Categoria                      | Resultado | Ref.    |
| ---- | ------------ | ------------------------------ | --------- | ------- |
| 2015 | Anitta       | Melhor Cantora Nacional        | Indicada  | [ 164 ] |
| 2015 | "Bang"       | Melhor Música Nacional         | Indicada  | [ 164 ] |
| 2015 | "Bang"       | Melhor Clipe Nacional          | Venceu    | [ 164 ] |
| 2016 | Anitta       | Melhor Cantora Nacional        | Indicada  | [ 165 ] |
| 2016 | Anitta       | Melhor Snapchat                | Indicada  | [ 165 ] |
| 2016 | "Sim ou Não" | Melhor Clipe Produção Nacional | Venceu    | [ 165 ] |

## Prêmio Eres
O “Prêmio Eres” (PE) é uma premiação da revista mexicana “Eres”.
| Ano  | Indicação                 | Categoria               | Resultado | Ref. |
| ---- | ------------------------- | ----------------------- | --------- | ---- |
| 2018 | Anitta                    | Mejor Cantante Femenina | Venceu    |      |
| 2018 | "Downtown" (com J Balvin) | Mejor Video Musical     | Venceu    |      |

## Prêmio EXA
O “Prêmio EXA” (PEx) é um prêmio dado em reconhecimento a todos os artistas que cantam anualmente no festival "Concierto EXA" em formato de troféu, o qual é dado pela rádio mexicana "EXA FM" e provedora deste.
| Ano  | Indicação | Categoria                                    | Resultado | Ref.    |
| ---- | --------- | -------------------------------------------- | --------- | ------- |
| 2019 | Anitta    | Título de apresentação no Concierto EXA 2019 | Venceu    | [ 166 ] |

## Prêmio Extra de Televisão
O “Prêmio Extra de Televisão” (PET) é uma premiação brasileira realizada pelo jornal Extra, que premia os melhores da TV.
| Ano  | Indicação           | Categoria           | Resultado | Ref. |
| ---- | ------------------- | ------------------- | --------- | ---- |
| 2013 | "Meiga e Abusada"   | Melhor Tema Musical | Indicada  |      |
| 2014 | "Zen"               | Melhor Tema Musical | Indicada  |      |
| 2015 | "Na Batida"         | Melhor Tema Musical | Indicada  |      |
| 2016 | "Totalmente Demais" | Melhor Tema Musical | Indicada  |      |
| 2017 | "Essa Mina É Louca" | Melhor Tema Musical | Indicada  |      |

## Prêmio F5
O “Prêmio F5” (PF5) é uma premiação brasileira criada em 2014 pelo F5, site de entretenimento do jornal Folha de S.Paulo, para que os internautas votem nos principais destaques da televisão, da música e do jornalismo do ano.
| Ano  | Indicação                              | Categoria               | Resultado | Ref.    |
| ---- | -------------------------------------- | ----------------------- | --------- | ------- |
| 2014 | Anitta                                 | Cantora do Ano          | Indicada  |         |
| 2014 | "Na Batida"                            | Hit do Ano              | Indicada  |         |
| 2015 | Anitta                                 | Gata do Ano             | Indicada  |         |
| 2017 | Anitta                                 | Cantora do Ano          | Indicada  |         |
| 2017 | Anitta                                 | Mulher Mais Sexy        | Indicada  |         |
| 2017 | "Paradinha"                            | Hit do Ano              | Indicada  |         |
| 2018 | "Romance com Safadeza"                 | Hit do Ano              | Indicada  |         |
| 2018 | Anitta                                 | Melhor Cantora ou Dupla | Venceu    |         |
| 2018 | Anitta                                 | Mulher Mais Sexy        | Venceu    |         |
| 2019 | Anitta                                 | Melhor Cantora          | Indicada  |         |
| 2019 | Anitta                                 | Mulher Mais Sexy        | Venceu    |         |
| 2019 | "Onda Diferente"                       | Hit do Ano              | Venceu    |         |
| 2019 | Anitta e Ludmilla                      | Bafão do Ano            | Venceu    |         |
| 2019 | Pedro Scooby, Luana Piovani e Anitta   | Bafão do Ano            | Indicada  |         |
| 2020 | Anitta                                 | Melhor Cantora          | Venceu    |         |
| 2020 | Leo Dias e Anitta                      | Bafão do Ano            | Venceu    |         |
| 2020 | "Me Gusta" (com Cardi B e Myke Towers) | Hit do Ano              | Venceu    |         |
| 2020 | "Desce pro Play (Pa, Pa, Pa)"          | Hit do Ano              | Indicada  |         |
| 2021 | Anitta                                 | Melhor Cantora          | Indicada  | [ 168 ] |
| 2021 | Anitta                                 | Mulher Mais Sexy        | Indicada  | [ 168 ] |
| 2021 | "Girl from Rio"                        | Música do Ano           | Indicada  | [ 168 ] |
| 2024 | Anitta                                 | Artista Musical do Ano  | Venceu    | [ 169 ] |

## Prêmio Faz Diferença
O “Prêmio Faz Diferença” (PFD) é um prêmio anual oferecido pelo jornal O Globo.
| Ano  | Indicação | Categoria               | Resultado | Ref. |
| ---- | --------- | ----------------------- | --------- | ---- |
| 2018 | Anitta    | Segundo Caderno: Música | Venceu    |      |

## Prêmio Febre Teen
O “Prêmio Febre Teen” (PFT) foi uma premiação brasileira realizada anualmente somente em 2014 e 2016 pelo site de internet 'Febre Teen', o qual seus leitores elegiam os melhores da música, internet, personalidades e cinema/TV/literatura.
| Ano  | Indicação | Categoria               | Resultado | Ref.    |
| ---- | --------- | ----------------------- | --------- | ------- |
| 2014 | Anitta    | Artista Nacional do Ano | Indicada  | [ 170 ] |
| 2016 | Anitta    | Melhor Artista Nacional | Indicada  | [ 171 ] |
| 2016 | Anitta    | Melhor Snapchat         | Indicada  | [ 171 ] |
| 2016 | "Bang"    | Melhor Música/Hit       | Indicada  | [ 171 ] |
| 2016 | "Bang"    | Melhor Clipe Nacional   | Indicada  | [ 171 ] |

## Prêmio Influency.me
O “Prêmio Influency.me” (PI) é uma premiação brasileira realizada anualmente desde 2018, cujo intuito é estimular o desenvolvimento da influência digital e aproximar influenciadores, fãs e marcas. A 1.ª fase é feita com indicações pelos usuários, a 2.ª fase é uma votação com dez (10) indicados, disputando três (3) vagas na última fase até a votação final. A cerimônia ocorre tradicionalmente em São Paulo, na casa de espetáculos Tom Brasil.
| Ano  | Indicação | Categoria      | Resultado | Ref.    |
| ---- | --------- | -------------- | --------- | ------- |
| 2019 | Anitta    | Artista do Ano | Indicada  | [ 172 ] |

## Prêmio iBest
O "Prêmio iBest"  é um premiação anual oferecido aos melhores profissionais e empresas do mercado digital (internet, websites, redes sociais, apps e similares) do Brasil.
| Ano  | Indicação | Categoria                             | Resultado | Ref.    |
| ---- | --------- | ------------------------------------- | --------- | ------- |
| 2022 | Anitta    | Personalidade da Música               | Venceu    | [ 173 ] |
| 2022 | Anitta    | Personalidade do Ano                  | Venceu    | [ 173 ] |
| 2022 | Anitta    | Instagrammer do Ano                   | Venceu    | [ 173 ] |
| 2022 | Anitta    | Influenciador do Ano - Rio de Janeiro | Venceu    | [ 173 ] |
| 2022 | Anitters  | Fandom Brasil                         | Venceu    | [ 173 ] |
| 2022 | Anitters  | Fandom de Música                      | Venceu    | [ 173 ] |
| 2023 | Anitta    | Influenciador Rio de Janeiro          | TOP3      | [ 174 ] |
| 2023 | Anitta    | Influenciador da Música               | TOP3      | [ 174 ] |
| 2023 | Anitters  | Fandom de Música                      | TOP3      | [ 174 ] |

## Prêmio Jovem Brasileiro
O “Prêmio Jovem Brasileiro” (PJB) é uma importante premiação brasileira, criada em 2002, homenageia os jovens que estão em destaque na música, televisão, cinema, esportes, meio ambiente e internet brasileira.
| Ano  | Indicação                                     | Categoria                                      | Resultado | Ref.    |
| ---- | --------------------------------------------- | ---------------------------------------------- | --------- | ------- |
| 2014 | Anitta                                        | Melhor Cantora Jovem                           | Venceu    |         |
| 2014 | Anitta                                        | Melhor Dança                                   | Venceu    |         |
| 2014 | "Na Batida"                                   | Melhor Música                                  | Venceu    |         |
| 2015 | Anitta                                        | Jovem do Ano                                   | Indicada  | [ 176 ] |
| 2015 | Anitta                                        | Melhor Cantora Jovem                           | Venceu    | [ 176 ] |
| 2015 | "No Meu Talento"                              | Clipe do Ano                                   | Indicada  | [ 176 ] |
| 2015 | "Ritmo Pefeito"                               | Música do Ano                                  | Indicada  | [ 176 ] |
| 2015 | Meu Lugar Tour                                | Melhor Show                                    | Indicada  | [ 176 ] |
| 2016 | Anitta                                        | Jovem do Ano                                   | Indicada  |         |
| 2016 | Anitta                                        | Melhor Apresentadora                           | Indicada  |         |
| 2016 | Anitta                                        | Melhor Cantora Jovem                           | Venceu    |         |
| 2016 | Anitta                                        | Melhor Instagram                               | Indicada  |         |
| 2016 | "Bang"                                        | Música do Ano                                  | Indicada  |         |
| 2016 | Bang Tour                                     | Melhor Show                                    | Indicada  |         |
| 2017 | Anitta                                        | Jovem do Ano                                   | Indicada  |         |
| 2017 | Anitta                                        | Melhor Apresentadora                           | Indicada  |         |
| 2017 | Anitta                                        | Melhor Cantora Jovem                           | Venceu    |         |
| 2017 | Anitta                                        | Melhor Instagram                               | Indicada  |         |
| 2017 | "Você Partiu Meu Coração"                     | Clipe do Ano                                   | Venceu    |         |
| 2017 | "Paradinha"                                   | Melhor Música                                  | Indicada  |         |
| 2017 | Bang Tour                                     | Melhor Show                                    | Indicada  |         |
| 2018 | Anitta                                        | Jovem do Ano                                   | Indicada  |         |
| 2018 | Anitta                                        | Melhor Cantora                                 | Venceu    |         |
| 2018 | Anitta                                        | Melhor Instagram                               | Indicada  |         |
| 2018 | Anitta                                        | Melhor Apresentadora                           | Indicada  |         |
| 2018 | "Vai Malandra"                                | Hit 2018                                       | Indicada  |         |
| 2018 | "Downtown" (com J Balvin)                     | ¡Me Gusta!                                     | Indicada  |         |
| 2018 | Anitters                                      | Melhor Fandom do Brasil                        | Indicada  |         |
| 2019 | Anitta                                        | Melhor Show                                    | Indicada  |         |
| 2019 | Anitta                                        | Melhor Cantora                                 | Venceu    |         |
| 2019 | Anitta                                        | Melhor Instagram                               | Indicada  |         |
| 2019 | "Não Perco Meu Tempo"                         | Clipe Bombástico                               | Indicada  |         |
| 2019 | "Ao Vivo e A Cores"                           | Melhor Feat                                    | Indicada  |         |
| 2019 | "Favela Chegou"                               | Melhor Feat                                    | Indicada  |         |
| 2019 | "Terremoto" (com Kevinho)                     | Melhor Feat                                    | Venceu    |         |
| 2019 | "Terremoto" (com Kevinho)                     | Hit do Ano                                     | Indicada  |         |
| 2019 | "Banana" (com Becky G)                        | ¡Me Gusta!                                     | Indicada  |         |
| 2019 | "Medicina"                                    | ¡Me Gusta!                                     | Indicada  |         |
| 2019 | "Veneno"                                      | ¡Me Gusta!                                     | Indicada  |         |
| 2019 | "R.I.P." (com Sofia Reyes e Rita Ora)         | ¡Me Gusta!                                     | Indicada  |         |
| 2020 | Anitta                                        | Melhor Instagram                               | Indicada  |         |
| 2020 | Anitta                                        | Melhor TikToker do Brasil                      | Indicada  |         |
| 2020 | Anitta                                        | Melhor Live                                    | Indicada  |         |
| 2020 | Anitta                                        | Melhor Fandom                                  | Indicada  |         |
| 2020 | Anitta                                        | Melhor Cantora                                 | Indicada  |         |
| 2020 | Anitta                                        | Jovem com mais Estilo do Brasil                | Indicada  |         |
| 2020 | "Combatchy" (com Lexa, Luísa Sonza e Rebecca) | Clipe Bombástico                               | Indicada  |         |
| 2020 | "Combatchy" (com Lexa, Luísa Sonza e Rebecca) | Hit do Ano                                     | Indicada  |         |
| 2020 | "Combatchy" (com Lexa, Luísa Sonza e Rebecca) | Melhor Feat                                    | Venceu    |         |
| 2020 | Anitta Dentro da Casinha                      | Melhor Programa                                | Indicada  |         |
| 2021 | Anitta                                        | Melhor Cantora                                 | Indicada  |         |
| 2021 | Anitta                                        | Melhor Cantora Latina                          | Venceu    |         |
| 2021 | Clipe Bombástico                              | "Girl From Rio"                                | Indicado  |         |
| 2021 | Clipe Bombástico                              | "Modo Turbo" (com Luísa Sonza e Pabllo Vittar) | Venceu    |         |
| 2021 | Hit do Ano                                    | "Modo Turbo" (com Luísa Sonza e Pabllo Vittar) | Indicado  |         |
| 2021 | Feat do Ano                                   | "Modo Turbo" (com Luísa Sonza e Pabllo Vittar) | Indicado  |         |
| 2022 | Anitta                                        | Melhor Cantora                                 | Indicado  |         |
| 2023 | Anitta                                        | Melhor Cantora                                 | Indicada  | [ 177 ] |
| 2023 | "Funk Rave"                                   | Hit do Ano                                     | Indicada  | [ 177 ] |

## Prêmio LGBT + Som
O “Prêmio LGBT + Som” (PLGBTS) é uma premiação brasileira realizada anualmente pelo blog LGBTQIA+ "Guia Gay de São Paulo" no fim do ano anterior ou início do ano seguinte, o qual indica artistas nacionais e internacionais que estão fazendo sucesso nas pistas e baladas LGBT do país.
| Ano  | Indicação                                      | Categoria                                            | Resultado | Ref.    |
| ---- | ---------------------------------------------- | ---------------------------------------------------- | --------- | ------- |
| 2020 | Kisses                                         | Melhor Álbum Nacional                                | Venceu    |         |
| 2020 | "Bola Rebola" (com J Balvin e Tropkillaz)      | Melhor Canção Pop Internacional — Featuring ou Grupo | Indicada  |         |
| 2020 | "Faz Gostoso" (com Madonna)                    | Melhor Canção Pop Internacional — Featuring ou Grupo | Indicada  |         |
| 2020 | "Onda Diferente"                               | Melhor Canção Pop Internacional — Featuring ou Grupo | Indicada  |         |
| 2020 | "Combatchy" (com Lexa, Luísa Sonza e Rebecca)  | Melhor Videoclipe Nacional                           | Indicada  |         |
| 2020 | "Combatchy" (com Lexa, Luísa Sonza e Rebecca)  | Melhor Canção Nacional — Featuring ou Grupo          | Indicada  |         |
| 2021 | "Modo Turbo" (com Luísa Sonza e Pabllo Vittar) | Melhor Videoclipe Nacional                           | Indicada  | [ 179 ] |
| 2021 | "Modo Turbo" (com Luísa Sonza e Pabllo Vittar) | Melhor Canção Nacional — Featuring ou Grupo          | Indicada  | [ 179 ] |

## Premio Lo Nuestro
O “Premio Lo Nuestro” (PLN) é uma premiação anual dos Estados Unidos apresentado pelo canal Univision, com o intuito de honrar os artistas mais talentos da música latina.
| Ano  | Indicação                              | Categoria                          | Resultado | Ref.    |
| ---- | -------------------------------------- | ---------------------------------- | --------- | ------- |
| 2019 | "Machika" (com J Balvin e Jeon)        | Colaboração do Ano                 | Indicada  | [ 182 ] |
| 2019 | Anitta                                 | Artista Urbana Femenino del Año    | Indicada  | [ 182 ] |
| 2019 | Anitta                                 | Artista Social del Año             | Indicada  | [ 182 ] |
| 2019 | Anitta                                 | Artista Revelación                 | Indicada  | [ 182 ] |
| 2020 | "R.I.P." (com Sofia Reyes e Rita Ora)  | Colaboração Crossover do Ano       | Indicada  | [ 183 ] |
| 2020 | "R.I.P." (com Sofia Reyes e Rita Ora)  | Vídeo do Ano                       | Indicada  | [ 183 ] |
| 2021 | Anitta                                 | Artista Femenino del Año — Urbano  | Indicada  | [ 184 ] |
| 2021 | "Me Gusta" (com Cardi B e Myke Towers) | Colaboração Crossover do Ano       | Indicada  | [ 184 ] |
| 2022 | Anitta                                 | Artista Femenino Del Año – Urbano  | Indicada  | [ 185 ] |
| 2022 | "La Mamá De La Mamá (Remix)"           | Canción Del Año – Pop Urbano/Dance | Indicada  | [ 185 ] |
| 2023 | "Envolver"                             | Canción del Año                    | Indicada  | [ 186 ] |
| 2023 | "Envolver"                             | Canción del Año – Pop Urbano       | Indicada  | [ 186 ] |
| 2023 | "Envolver"                             | Canción del Año – Urbano           | Indicada  | [ 186 ] |
| 2023 | "Envolver (Remix)"                     | Remix del Año                      | Indicada  | [ 186 ] |
| 2023 | Versions of Me                         | Album del Año – Urbano             | Indicada  | [ 186 ] |
| 2023 | Anitta                                 | Artista Femenina del Año – Urbano  | Indicada  | [ 186 ] |
| 2024 | Anitta                                 | Artista Femenina del Año – Urbano  | Indicada  | [ 187 ] |
| 2024 | "La Loto" (com Tini e Becky G)         | Colaboración del Año – Pop Urbano  | Indicada  | [ 187 ] |
| 2025 | Funk Generation                        | Album del Año – Pop Urbano         | Indicada  | [ 188 ] |
| 2025 | "Bellakeo" (com Peso Pluma)            | Canción del Año – Urbano           | Venceu    | [ 188 ] |
| 2025 | "Funk Rave"                            | Canción del Año – Pop Urbano       | Indicada  | [ 188 ] |
| 2025 | "Alegría" (com Tiago PZK e Emilia)     | Colaboración del Año – Urbano      | Indicada  | [ 188 ] |
| 2025 | "La Tóxica" (com Alejandro Fernández)  | La Mezcla Perfecta del Año         | Indicada  | [ 188 ] |
| 2025 | "La Tóxica" (com Alejandro Fernández)  | Canción Mariachi/Ranchera del Año  | Indicada  | [ 188 ] |
| 2025 | Anitta                                 | Artista Femenina del Año – Urbano  | Indicada  | [ 188 ] |

## Prêmio Men of the Year

### Prêmio GQ Men of the Year Brasil
O “Prêmio GQ Men of the Year Brasil” (PGQB) é uma premiação brasileira realizada anualmente pela revista GQ Brasil. Pela revista, Anitta também foi a “Mulher do Ano”.
| Ano  | Indicação | Categoria     | Resultado | Ref. |
| ---- | --------- | ------------- | --------- | ---- |
| 2017 | Anitta    | Mulher do Ano | Venceu    |      |
| 2019 | Anitta    | Mulher do Ano | Venceu    |      |

### Prêmio GQ Hombre del Año Mexico
O “Prêmio GQ Hombre del Año México” (PGQM) é uma premiação realizada pela revista GQ México.
| Ano  | Indicação | Categoria                    | Resultado | Ref. |
| ---- | --------- | ---------------------------- | --------- | ---- |
| 2018 | Anitta    | Melhor Cantora Internacional | Venceu    |      |

## Prêmio TodaTeen
O “Prêmio TodaTeen” é uma recente premiação brasileira criada pelo portal de internet e revista "TodaTeen", o qual premia os melhores da TV, redes sociais e música nacional/internacional. Os indicados são revelados geralmente no fim de Novembro até meados de Dezembro e vencedores no final do mês supracitado.
| Ano  | Indicação                                      | Categoria        | Resultado |
| ---- | ---------------------------------------------- | ---------------- | --------- |
| 2020 | Anitta                                         | Cantora Nacional | Venceu    |
| 2020 | "Me Gusta" (com Cardi B e Myke Towers)         | Feat do Ano      | Indicada  |
| 2021 | Anitters                                       | Fandom do Ano    | Indicada  |
| 2021 | "Modo Turbo" (com Luísa Sonza e Pabllo Vittar) | Feat do Ano      | Venceu    |

## Prêmio Webby
O "Prêmio Webby" é uma premiação de excelência internacional, que ocorre anualmente nos Estados Unidos, que busca reconhecer a excelência na internet, incluindo websites, vídeos, aplicativos, publicidade e mídias sociais. É considerado o principal prêmio da internet e é administrado pela International Academy of Digital Arts and Sciences. Os vencedores são selecionados por um painel de juízes, além do voto público online.
| Ano  | Indicação                  | Categoria                                | Resultado | Ref     |
| ---- | -------------------------- | ---------------------------------------- | --------- | ------- |
| 2023 | The SIMS 'Spark Something' | Publicidade - Melhor Edição de Vídeo     | Venceu    | [ 191 ] |
| 2024 | Anitta Squad               | Jogos - Serviço Público e Impacto Social | Venceu    | [ 192 ] |
| 2024 | Powered by Potatoes        | Video - Marketing Viral                  | Venceu    | [ 193 ] |

## Prêmio YouTube Carnaval
O “Prêmio YouTube Carnaval” (PYC) foi criado com a intenção de reconhecer as músicas que serão hits do período carnavalesco anual.
| Ano  | Indicação        | Categoria          | Resultado | Ref. |
| ---- | ---------------- | ------------------ | --------- | ---- |
| 2015 | "Ritmo Perfeito" | Clipe/Hit do Verão | Venceu    |      |
| 2017 | "Loka"           | Música do Ano      | Venceu    |      |

## Prêmios Gardel
Os "Prêmios Gardel" é a maior honraria musical da Argentina. A premiação é concedida pela Câmara Argentina de Produtores de Fonogramas e Videogramas (CAPIF) para reconhecer o melhor da música argentina e premiar o talento de artistas em diversos gêneros e categorias.
| Ano  | Indicação                          | Categoria                 | Resultado | Ref.    |
| ---- | ---------------------------------- | ------------------------- | --------- | ------- |
| 2023 | "La Loto" (com Tini e Becky G)     | Melhor Colaboração Urbana | Indicada  | [ 195 ] |
| 2025 | "Alegría" (com Tiago PZK e Emilia) | Melhor Colaboração Urbana | Pendente  | [ 196 ] |

## Premios HOY Magazine
Os “Premios HOY Magazine” (PHM) são uma recente premiação espanhola realizada anualmente desde 2016 pela revista "HOY Magazine", a qual premia os melhores de todas as artes através de júri. Os indicados são revelados geralmente no início de Dezembro e vencedores no final do mês.
| Ano  | Indicação | Categoria                     | Resultado | Ref.    |
| ---- | --------- | ----------------------------- | --------- | ------- |
| 2020 | Anitta    | Mejor Cantante Latino del Año | Indicada  | [ 197 ] |

## Premios Juventud
Os “Premios Juventud” (PJ) é uma premiação anualmente organizada pela televisão americana em língua espanhola Univision, a qual premia os melhores artistas hispânicos; provenientes nas categorias de telenovela, cinema, música e moda.
| Ano  | Indicação                                                       | Categoria                                                               | Resultado | Ref.            |
| ---- | --------------------------------------------------------------- | ----------------------------------------------------------------------- | --------- | --------------- |
| 2019 | "R.I.P." (com Sofia Reyes e Rita Ora)                           | Sick Dance Routine (Coreografías que me Matan)                          | Indicada  | [ 198 ]         |
| 2021 | "Me Gusta" (com Cardi B e Myke Towers)                          | Colaboración OMG (Colaboración con un Artista Anglo)                    | Indicada  | [ 199 ]         |
| 2021 | "Mi Niña (Remix)"                                               | La Mezcla Perfecta (La Mejor Colaboración)                              | Indicada  | [ 199 ]         |
| 2022 | Anitta                                                          | Mi Artista Favorito de ‘Streaming’                                      | Indicada  | [ 200 ] [ 201 ] |
| 2022 | Anitta                                                          | Artista de la Juventud Femenino                                         | Indicada  | [ 200 ] [ 201 ] |
| 2022 | "Envolver"                                                      | La Más Pegajosa (La canción que no puedes dejar de cantar)              | Indicada  | [ 200 ] [ 201 ] |
| 2022 | "Envolver"                                                      | La Coreo Más Hot (Videos con coreografías auténticas)                   | Venceu    | [ 200 ] [ 201 ] |
| 2022 | "Envolver"                                                      | Social Dance Challenge (El dance challenge más imitado en las redes)    | Indicada  | [ 200 ] [ 201 ] |
| 2022 | "Envolver (Remix)"                                              | Track Viral Del Año (Canción con el ascenso más rápido en social media) | Indicada  | [ 200 ] [ 201 ] |
| 2023 | Anitta                                                          | Artista Premios Juventud Femenina                                       | Indicada  | [ 202 ]         |
| 2023 | "La Loto" (com Tini e Becky G)                                  | Girl Power                                                              | Indicada  | [ 202 ]         |
| 2023 | "La Loto" (com Tini e Becky G)                                  | La Coreo Más Hot                                                        | Indicada  | [ 202 ]         |
| 2023 | Versions of Me                                                  | Mejor Álbum Pop/Urbano                                                  | Indicada  | [ 202 ]         |
| 2023 | "No Más" (com Murda Beatz, Quavo, J Balvin e Pharrell Williams) | Colaboración OMG                                                        | Indicada  | [ 202 ]         |
| 2024 | "Funk Rave"                                                     | Mejor Urban Track                                                       | Indicada  | [ 203 ]         |
| 2024 | "Bellakeo" (com Peso Pluma)                                     | Lá Mezcla Perfecta                                                      | Venceu    | [ 203 ]         |
| 2024 | Anitta                                                          | Artista Premios Juventud Femenina                                       | Indicada  | [ 203 ]         |

## Prêmios Likes Brasil
Os "Prêmios Likes Brasil" é um honraria brasileira concedida através de votações através das redes sociais, para escolher o melhor do entretenimento. 
| Ano  | Indicação                                      | Categoria                    | Resultado | Ref.    |
| ---- | ---------------------------------------------- | ---------------------------- | --------- | ------- |
| 2021 | Anitta                                         | Twitteira do Ano             | Venceu    | [ 204 ] |
| 2021 | "Me Gusta" (com Cardi B e Myke Towers)         | Clipe Não Sai do Play        | Venceu    | [ 204 ] |
| 2021 | "Modo Turbo" (com Luísa Sonza e Pabllo Vittar) | Clipe Não Sai do Play        | Indicada  | [ 204 ] |
| 2021 | "Me Gusta" (com Cardi B e Myke Towers)         | Feat Preferido               | Venceu    | [ 204 ] |
| 2021 | "Modo Turbo" (com Luísa Sonza e Pabllo Vittar) | Feat Preferido               | Indicada  | [ 204 ] |
| 2021 | "Desce pro Play (Pa, Pa, Pa)"                  | Hit Viral Nacional           | Indicada  | [ 204 ] |
| 2022 | Anitta                                         | Ícone Teen Atemporal         | Venceu    |         |
| 2022 | Anitta                                         | Artista Prêmios Likes Brasil | Venceu    |         |
| 2022 | Anitta                                         | Twitteiro do Ano             | Indicada  |         |
| 2022 | "Faking Love" (com Saweetie)                   | Feat do Ano                  | Venceu    |         |
| 2022 | "No Chão Novinha" (com Pedro Sampaio)          | Música Viral                 | Venceu    |         |
| 2022 | "Envolver"                                     | Taca Streaming na Lenda      | Venceu    |         |

## Premios Master Music
O "Premios Master Music" é uma premiação musical ecuatoriana, concedidada pela rádio Master Music.
| Ano  | Indicação | Categoria             | Resultado | Ref. |
| ---- | --------- | --------------------- | --------- | ---- |
| 2025 | Anitta    | Artista Internacional | Pendente  |      |

## Premios Musa
O "Premios Musa" é uma premiação musical chilena, concedida pelo conglomerado de rádio Ibero Americana Radio Chile com suas dez rádios nacionais, criado para premiar o melhor da música chilena e internacional no ano.
| Ano  | Indicação        | Categoria                            | Resultado | Ref.    |
| ---- | ---------------- | ------------------------------------ | --------- | ------- |
| 2022 | "Envolver Remix" | Cancion Internacional Latina del Ano | Indicada  | [ 205 ] |

## Premios Notirey
O “Premios Notirey” (PN) é uma premiação argentina realizada anualmente pela rádio 'En Casa' a qual abre em Setembro e encerra-se em Outubro. Esta elege por voto popular as melhores alternativas do ano tanto em televisão quanto em música.
| Ano  | Indicação | Categoria                      | Resultado | Ref.    |
| ---- | --------- | ------------------------------ | --------- | ------- |
| 2019 | Anitta    | Artista Internacional Feminina | Indicada  | [ 206 ] |
| 2019 | Anitta    | El Notirey de ORO              | Indicada  | [ 206 ] |

## Premios Quiero
Os “Premios Quiero” (PQ) é uma premiação argentina que premia o melhor da música de língua espanhola. Eles são realizados anualmente desde 2009.
| Ano  | Indicação                             | Categoria                          | Resultado | Ref.    |
| ---- | ------------------------------------- | ---------------------------------- | --------- | ------- |
| 2019 | Anitta                                | Mejor Canal de YouTube de Artistas | Indicada  |         |
| 2019 | "Medicina"                            | Mejor Video Artista Femenino       | Indicada  |         |
| 2019 | "R.I.P." (com Sofia Reyes e Rita Ora) | Mejor Coreografía                  | Indicada  |         |
| 2020 | Anitta                                | Mejor Musico Instagrammer          | Indicada  |         |
| 2021 | Anitta                                | Mejor Musico Influencer            | Indicada  | [ 207 ] |
| 2022 | Anitta                                | Mejor Musico Influencer            | Indicada  | [ 208 ] |
| 2023 | Anitta                                | Mejor Musico Influencer            | Indicada  | [ 209 ] |

## Premios TeleHit
O “Premios TeleHit” (PTH) é uma premiação mexicana realizada anualmente. Em 2018, o canal TeleHit completou 25 anos de história e premiou todos os artistas que apresentaram-se nesse especial.
| Ano  | Indicação | Categoria                                                  | Resultado | Ref. |
| ---- | --------- | ---------------------------------------------------------- | --------- | ---- |
| 2018 | Anitta    | Títulos de apresentação nos 25 anos de história da TeleHit | Venceu    |      |

## Premios Tu Música Urbano
O “Premios Tu Música Urbano” (PTMU) é uma premiação porto-riquenha realizada no Coliseo de Puerto Rico José Miguel Agrelot em Porto Rico. A seleção dos indicados baseia-se nos downloads, streamings, seguidores e shows apresentados pelos artistas durante o período anual.
| Ano  | Indicação                      | Categoria                         | Resultado | Ref.    |
| ---- | ------------------------------ | --------------------------------- | --------- | ------- |
| 2019 | Anitta                         | Artista Extranjero Femenino       | Indicada  |         |
| 2020 | Anitta                         | Top Femenino New Generation       | Indicada  |         |
| 2022 | Anitta                         | Top Female Artist                 | Indicada  | [ 210 ] |
| 2022 | Anitta                         | Top Pop Urban Artist              | Venceu    | [ 210 ] |
| 2022 | Anitta                         | Top Social Artist                 | Indicada  | [ 210 ] |
| 2022 | "Envolver"                     | Song of the Year                  | Indicada  | [ 210 ] |
| 2023 | Versions of Me                 | Album of the Year - Female Artist | Indicada  | [ 211 ] |
| 2023 | "La Loto" (com Tini e Becky G) | Video of the Year                 | Indicada  | [ 211 ] |
| 2023 | Anitta                         | Top Artist - Female               | Indicada  | [ 211 ] |
| 2025 | Anitta                         | Artist of the Year                | Pendente  | [ 212 ] |
| 2025 | Funk Generation                | Album of the Year – Female Artist | Pendente  | [ 212 ] |

## Prêmio Pop Mais
O "Prêmio POP Mais" (PPM) é uma premiação brasileira realizada anualmente pelo Site POP Mais. A seleção dos indicados baseia-se no desempenho comercial e repercussão de cada obra ou artista apresentados durante o período apurado.
| Ano  | Indicação                                      | Categoria                    | Resultado | Ref.            |
| ---- | ---------------------------------------------- | ---------------------------- | --------- | --------------- |
| 2018 | Anitta                                         | Melhor Artista Brasileiro    | Indicada  | [ 213 ] [ 214 ] |
| 2018 | "Veneno"                                       | Melhor Videoclipe Brasileiro | Indicada  | [ 213 ] [ 214 ] |
| 2018 | "Medicina"                                     | Música Brasileira do Ano     | Venceu    | [ 213 ] [ 214 ] |
| 2018 | Anitta                                         | Melhor Fã Base               | Venceu    | [ 213 ] [ 214 ] |
| 2019 | Anitta                                         | Artista do Ano               | Venceu    | [ 215 ]         |
| 2019 | Anitta                                         | Explosão Latina              | Venceu    | [ 215 ]         |
| 2019 | Anitta                                         | Melhor Fã Base               | Indicada  | [ 215 ]         |
| 2019 | "Kisses"                                       | Álbum do Ano                 | Venceu    | [ 215 ]         |
| 2019 | "Onda Diferente"                               | Melhor Colaboração           | Indicada  | [ 215 ]         |
| 2019 | "Onda Diferente"                               | Música do Ano                | Indicada  | [ 215 ]         |
| 2019 | "Banana" (com Becky G)                         | Melhor Videoclipe            | Indicada  | [ 215 ]         |
| 2020 | Anitta                                         | Melhor Artista POP           | Indicada  | [ 216 ] [ 217 ] |
| 2020 | Anitta                                         | Fandom do Ano                | Venceu    | [ 216 ] [ 217 ] |
| 2020 | Anitta                                         | Artista Musical do Ano       | Venceu    | [ 216 ] [ 217 ] |
| 2020 | "Combatchy" (com Lexa, Luísa Sonza e Rebecca)  | Melhor Colaboração           | Indicada  | [ 216 ] [ 217 ] |
| 2020 | "Desce pro Play (Pa, Pa, Pa)"                  | Música do Ano                | Indicada  | [ 216 ] [ 217 ] |
| 2020 | "Me Gusta" (com Cardi B e Myke Towers)         | Melhor Clipe                 | Venceu    | [ 216 ] [ 217 ] |
| 2020 | "Tócame"                                       | Melhor Clipe Quarentenado    | Venceu    | [ 216 ] [ 217 ] |
| 2021 | Anitta                                         | Melhor Artista Feminino      | Indicada  | [ 218 ]         |
| 2021 | Anitta                                         | Performance                  | Indicada  | [ 218 ]         |
| 2021 | Anitta                                         | Top Social                   | Indicada  | [ 218 ]         |
| 2021 | Anitters                                       | Melhor Fandom                | Indicada  | [ 218 ]         |
| 2021 | "Modo Turbo" (com Luísa Sonza e Pabllo Vittar) | Melhor colaboração           | Indicada  | [ 218 ]         |
| 2021 | "Girl from Rio"                                | Melhor Videoclipe            | Venceu    | [ 218 ]         |
| 2021 | "Girl from Rio"                                | Música do Ano                | Venceu    | [ 218 ]         |

## PureCharts Awards
O "PureCharts Awards" é uma premiação francesa realizada pelo portal de notícias musicais PureCharts que visa premiar os artistas franceses e internacionais que mais nos fizeram vibrar durante o ano.
| Ano  | Indicação | Categoria                             | Resultado | Ref.    |
| ---- | --------- | ------------------------------------- | --------- | ------- |
| 2023 | Anitta    | Artista Internacional Feminina do Ano | Indicada  | [ 219 ] |

## Queerties Awards
O "Queerties Awards" é uma condecoração americana organizada pela revista voltada para a comunidade LGBTQIA+, Queerty. A premiação busca reconhecer o melhor da mídia e cultura LGBTQ.
| Ano  | Indicação                                 | Categoria   | Resultado | Ref.    |
| ---- | ----------------------------------------- | ----------- | --------- | ------- |
| 2023 | "Boys Don't Cry (Live)" (com Miley Cyrus) | Hino        | Indicada  | [ 220 ] |
| 2024 | "Mil Veces"                               | Music Video | Indicada  | [ 221 ] |

## Rádio Music Awards Brasil
O “Rádio Music Awards Brasil” (RMABs) foi uma premiação brasileira feita anualmente entre 1997 à 2016. A condecoração era promovida pelo Centro de Integração Cultural e Empresarial de São Paulo (CICESP).
| Ano  | Indicação            | Categoria                     | Resultado | Ref.    |
| ---- | -------------------- | ----------------------------- | --------- | ------- |
| 2013 | Anitta               | Melhor Cantora                | Venceu    | [ 222 ] |
| 2013 | Anitta               | Revelação                     | Venceu    | [ 222 ] |
| 2013 | "Show das Poderosas" | Melhor Música                 | Venceu    | [ 222 ] |
| 2013 | "Show das Poderosas" | Melhor Clipe                  | Venceu    | [ 222 ] |
| 2013 | Anitta               | Melhor Álbum                  | Indicado  | [ 222 ] |
| 2014 | Anitta               | Melhor Cantora                | Venceu    | [ 223 ] |
| 2014 | "Cobertor"           | Melhor Clipe                  | Indicado  | [ 223 ] |
| 2014 | "Cobertor"           | Melhor Música                 | Venceu    | [ 223 ] |
| 2014 | Ritmo Perfeito       | Melhor Álbum                  | Venceu    | [ 223 ] |
| 2015 | Anitta               | Melhor Cantora                | Venceu    | [ 224 ] |
| 2015 | "Bang"               | Melhor Música                 | Indicado  | [ 224 ] |
| 2015 | "Bang"               | Melhor Clipe                  | Indicado  | [ 224 ] |
| 2015 | "Bang"               | Melhor Álbum                  | Indicado  | [ 224 ] |
| 2015 | "Bang"               | Melhor Coreografia            | Indicado  | [ 224 ] |
| 2015 | "Bang"               | Melhor Projeto Musical Online | Indicado  | [ 224 ] |
| 2016 | Anitta               | Artista do Ano                | Venceu    | [ 225 ] |
| 2016 | Anitta               | Melhor Cantora                | Indicado  | [ 225 ] |
| 2016 | "Sim ou Não"         | Melhor Música                 | Indicado  | [ 225 ] |
| 2016 | "Sim ou Não"         | Melhor Clipe                  | Indicado  | [ 225 ] |
| 2016 | "Sim ou Não"         | Melhor Coreografia            | Venceu    | [ 225 ] |
| 2016 | Bang Tour            | Melhor Turnê                  | Venceu    | [ 225 ] |

## Revista VIP
Desde 1998, os leitores da revista “Revista VIP” elegem pelo site de 100 mulheres mais sexy do mundo, ao estilo de revistas estrangeiras como Maxim e FHM.
| Ano  | Indicação | Categoria             | Resultado | Ref. |
| ---- | --------- | --------------------- | --------- | ---- |
| 2013 | Anitta    | As 100+ Sexy do Mundo | 2º lugar  |      |
| 2014 | Anitta    | As 100+ Sexy do Mundo | 2º lugar  |      |
| 2015 | Anitta    | As 100+ Sexy do Mundo | 1º lugar  |      |
| 2016 | Anitta    | As 100+ Sexy do Mundo | 5º lugar  |      |
| 2017 | Anitta    | As 100+ Sexy do Mundo | 10º lugar |      |

## SEAT Music Awards
O "SEAT Music Awards" (SMAs) é uma premiação italiana que homenageia artistas que venderam um determinado número de cópias de um álbum ou single na Itália, conforme certificado pela Federazione Industria Musicale Italiana. A honraria é realizada desde 2007, substituindo o antigo Italian Music Awards (2001–2003).
| Ano  | Indicação                    | Categoria                   | Resultado | Ref.    |
| ---- | ---------------------------- | --------------------------- | --------- | ------- |
| 2021 | "Paloma" (com Fred De Palma) | Premio Multiplatino Singolo | Venceu    | [ 226 ] |

## SEC Awards
O "SEC Awards" é uma premiação brasileira que busca premiar e homenagear o melhor da cultura pop internacional e nacional, nos âmbitos de cinema, música e variedade.
| Ano  | Indicação                                      | Categoria                        | Resultado | Ref.    |
| ---- | ---------------------------------------------- | -------------------------------- | --------- | ------- |
| 2019 | "Onda Diferente" (com Ludmilla e Snoop Dogg)   | Música Nacional do Ano           | Indicada  | [ 227 ] |
| 2019 | Anitta                                         | Artista Nacional do Ano          | Indicada  | [ 227 ] |
| 2020 | "Combatchy" (com Lexa, Luísa Sonza e Rebecca)  | Música Nacional do Ano           | Venceu    | [ 228 ] |
| 2020 | Anitta                                         | Artista Nacional do Ano          | Venceu    | [ 228 ] |
| 2021 | "Modo Turbo" (com Luísa Sonza e Pabllo Vittar) | Música Nacional do Ano           | Indicada  | [ 229 ] |
| 2021 | "Me Gusta" (com Cardi B e Myke Towers)         | Música Nacional do Ano           | Indicada  | [ 229 ] |
| 2021 | Anitta                                         | Artista Feminina Nacional do Ano | Indicada  | [ 229 ] |
| 2021 | "Modo Turbo" (com Luísa Sonza e Pabllo Vittar) | Melhor Clipe Nacional do Ano     | Indicada  | [ 229 ] |
| 2021 | "Me Gusta" (com Cardi B e Myke Towers)         | Melhor Clipe Nacional do Ano     | Indicada  | [ 229 ] |
| 2021 | Anitters                                       | Melhor Fandom do Ano             | Indicada  | [ 229 ] |
| 2021 | Anitta: Made in Honório                        | Melhor Documentário              | Indicada  | [ 229 ] |
| 2022 | "Envolver"                                     | Música do Ano                    | Indicada  | [ 230 ] |
| 2022 | "Boys Don't Cry"                               | Clipe do Ano                     | Indicada  | [ 230 ] |
| 2022 | Anitta                                         | Artista Feminina do Ano          | Indicada  | [ 230 ] |
| 2022 | "Faking Love" (com Saweetie)                   | Feat Internacional do Ano        | Indicada  | [ 230 ] |
| 2022 | Anitters                                       | Fandom do Ano                    | Indicada  | [ 230 ] |
| 2023 | À Procura da Anitta Perfeita                   | Álbum/EP Nacional do Ano         | Indicada  | [ 231 ] |
| 2023 | Anitta                                         | Artista Feminina Nacional do Ano | Indicada  | [ 231 ] |
| 2023 | "Pilantra" (com Jão)                           | Música do Ano                    | Indicada  | [ 231 ] |
| 2023 | "Pilantra" (com Jão)                           | Feat Nacional do Ano             | Indicada  | [ 231 ] |
| 2023 | "Pilantra" (com Jão)                           | Clipe Favorito do Ano            | Indicada  | [ 231 ] |
| 2024 | "Joga pra Lua" (com Pedro Sampaio)             | Feat Nacional do Ano             | Indicada  | [ 232 ] |
| 2024 | "Bellakeo" (com Peso Pluma)                    | Clipe Favorito do Ano            | Indicada  | [ 232 ] |
| 2024 | "Bellakeo" (com Peso Pluma)                    | Feat Internacional do Ano        | Indicada  | [ 232 ] |
| 2024 | "Bellakeo" (com Peso Pluma)                    | Música Internacional do Ano      | Indicada  | [ 232 ] |
| 2024 | "Funk Rave"                                    | Hit Chiquete do Ano              | Indicada  | [ 232 ] |
| 2024 | Anitta                                         | Artista Latino do Ano            | Venceu    | [ 232 ] |

## Splash Awards
O "Splash Awards" é uma premiação brasileira criada pela UOL que possui como finalidade celebrar as personalidades da cultura pop, na internet e na televisão.
| Ano  | Indicação                              | Categoria                                             | Resultado | Ref.    |
| ---- | -------------------------------------- | ----------------------------------------------------- | --------- | ------- |
| 2020 | Anitta Dentro da Casinha               | Melhor Programa de TV                                 | Indicada  | [ 233 ] |
| 2020 | Anitta x Ludmilla                      | Melhor Treta da Internet                              | Indicada  | [ 233 ] |
| 2020 | "Me Gusta" (com Cardi B e Myke Towers) | Melhor Música Internacional do Ano                    | Indicada  | [ 233 ] |
| 2020 | "Me Gusta" (com Cardi B e Myke Towers) | Melhor Videoclipe Nacional                            | Indicada  | [ 233 ] |
| 2020 | Anitta                                 | Melhor Artista do Ano                                 | Indicada  | [ 233 ] |
| 2021 | Anitta                                 | Melhor Ícone da Fofoca                                | Indicada  | [ 234 ] |
| 2021 | "Girl from Rio"                        | Melhor Videoclipe                                     | Indicada  | [ 234 ] |
| 2021 | Anitta                                 | Melhor Artista Musical                                | Indicada  | [ 234 ] |
| 2022 | Anitta                                 | Cantora ou Cantor do Ano                              | Venceu    | [ 235 ] |
| 2022 | "Envolver"                             | Hit do Ano                                            | Venceu    | [ 235 ] |
| 2022 | "Boys Don't Cry"                       | Melhor Videoclipe                                     | Indicada  | [ 235 ] |
| 2023 | Anitta                                 | Melhor convidado de podcast em programa de entrevista | Indicada  | [ 236 ] |
| 2023 | Anitta                                 | Melhor cantor(a) nacional                             | Venceu    | [ 236 ] |
| 2024 | Funk Generation                        | Melhor Álbum Nacional do Ano                          | Venceu    | [ 237 ] |

## Teen Choice Awards
O “Teen Choice Awards” (TCAs) é uma premiação americana que tem como foco principal os adolescentes, as cerimônias são apresentadas anualmente pela FOX.
| Ano  | Indicação | Categoria             | Resultado | Ref. |
| ---- | --------- | --------------------- | --------- | ---- |
| 2018 | Anitta    | Choice Music Web Star | Indicada  |      |

## TikTok Awards
O "TikTok Awards" é uma premiação realizada anualmente pelo aplicativo de compartilhamento de vídeos curtos, TikTok.
| Ano  | Indicação  | Categoria        | Resultado | Ref.    |
| ---- | ---------- | ---------------- | --------- | ------- |
| 2022 | Anitta     | Artista Tiktoker | Venceu    | [ 238 ] |
| 2022 | "Envolver" | Um Hit é um Hit  | Indicada  | [ 238 ] |

## The LUKAS Awards
O “The LUKAS Awards” (TLUKASAs) é uma premiação britânica realizada anualmente desde 2013, cujo intuito é celebrar o impacto global da cultura latina, como: música, dança, artes e esportes. A 1.ª fase é feita através de indicações do público e a 2.ª fase é decidida praticamente por 50% de votação popular e 50% do júri. A cerimônia ocorre tradicionalmente em Londres, no salão “The Bloomsbury Ballroom” e os vencedores são convidados a apresentar-se no “La Clave Fest”, o maior festival latino de Londres, com mais de trinta (30) mil espectadores.
| Ano  | Indicação                 | Categoria                                   | Resultado | Ref.    |
| ---- | ------------------------- | ------------------------------------------- | --------- | ------- |
| 2019 | Anitta                    | International Artist of the Year            | Indicada  | [ 239 ] |
| 2019 | Anitta @ South Bank       | Concert by International Artist of the Year | Indicada  | [ 239 ] |
| 2019 | "Downtown" (com J Balvin) | International Song of the Year              | Indicada  | [ 239 ] |

## The Pop Hub Awards
O "The Pop Hub Awards" (TPHAs) é uma premiação polonesa, que busca reconhecer os maiores acontecimentos da música polonesa e global.
| Ano  | Indicação  | Categoria                                            | Resultado | Ref.    |
| ---- | ---------- | ---------------------------------------------------- | --------- | ------- |
| 2018 | Anitta     | Najlepsza Gwiazda Latynoska (Melhor Estrela Latina)  | Venceu    |         |
| 2019 | Anitta     | Ulabiona Gwiazda Latynoska (Artista Latino Favorito) | Venceu    |         |
| 2022 | "Envolver" | Najlepsza Choreografia (Melhor Coreografia)          | Indicada  | [ 240 ] |

## Top 50
O “Top 50” (T50) é um ranking realizado pelo site de internet espanhol de mesmo nome, o qual realiza semanalmente — atualizado sempre às segundas-feiras e 21h de Brasília — pelo Twitter a lista das cinquentas favoritas pelos ouvintes, os quais votam através de RTs/likes. O post da canção que houver o melhor engajamento chega ao #1 e dará o direito ao dono da música reivindicar o ganho de uma placa física dada pelo portal.
| Ano  | Indicação                                                      | Categoria        | Resultado | Ref.    |
| ---- | -------------------------------------------------------------- | ---------------- | --------- | ------- |
| 2017 | "Downtown" (com J Balvin)                                      | 1° #1 no Top 50  | Venceu    | [ 241 ] |
| 2018 | "Indecente"                                                    | 2° #1 no Top 50  | Venceu    | [ 242 ] |
| 2018 | "Medicina"                                                     | 3° #1 no Top 50  | Venceu    | [ 242 ] |
| 2018 | "Veneno"                                                       | 4° #1 no Top 50  | Venceu    | [ 242 ] |
| 2019 | "Banana" (com Becky G)                                         | 5° #1 no Top 50  | Venceu    | [ 243 ] |
| 2019 | "R.I.P." (com Sofia Reyes e Rita Ora)                          | 6° #1 no Top 50  | Venceu    | [ 243 ] |
| 2019 | "Explosion" (com The Black Eyed Peas)                          | 7° #1 no Top 50  | Venceu    | [ 243 ] |
| 2019 | "Fuego" (com DJ Snake e Sean Paul)                             | 8° #1 no Top 50  | Venceu    | [ 243 ] |
| 2020 | "Contando Lunares (Remix)" (com Don Patricio e Rauw Alejandro) | 9° #1 no Top 50  | Venceu    | [ 244 ] |
| 2020 | "Tócame" (com Arcangel e De La Guetto)                         | 10° #1 no Top 50 | Venceu    | [ 244 ] |
| 2020 | "Me Gusta" (com Cardi B e Myke Towers)                         | 11° #1 no Top 50 | Venceu    | [ 244 ] |
| 2020 | "Paloma" (com Fred De Palma)                                   | 12° #1 no Top 50 | Venceu    | [ 244 ] |
| 2021 | "Loco"                                                         | 13° #1 no Top 50 | Venceu    | [ 245 ] |
| 2021 | "Modo Turbo" (com Luísa Sonza e Pabllo Vittar)                 | 14° #1 no Top 50 | Venceu    | [ 245 ] |
| 2021 | "Girl from Rio"                                                | 15° #1 no Top 50 | Venceu    | [ 245 ] |

## Top 50 Music Awards
O "Top 50 Music Awards" é uma premiação espanhola que busca premiar os artistas que mais se destacaram em determinado ano.
| Ano  | Indicação                                      | Categoria                                      | Resultado | Ref.    |
| ---- | ---------------------------------------------- | ---------------------------------------------- | --------- | ------- |
| 2019 | Kisses                                         | Melhor Álbum - Categorias Internacionais       | Venceu    | [ 247 ] |
| 2019 | "Veneno"                                       | Melhor Vídeo - Categorias Internacionais       | Venceu    | [ 247 ] |
| 2019 | "Banana" (com Becky G)                         | Melhor Hit de Verão                            | Indicada  | [ 248 ] |
| 2019 | "R.I.P." (com Sofía Reyes e Rita Ora)          | Melhor Hit de Verão                            | Indicada  | [ 248 ] |
| 2019 | "R.I.P." (com Sofía Reyes e Rita Ora)          | Melhor Colaboração - Categorias Internacionais | Indicada  | [ 248 ] |
| 2019 | Anitta                                         | Maiores Fãs                                    | Indicada  | [ 248 ] |
| 2019 | Anitta                                         | Melhor Artista Latino                          | Indicada  | [ 248 ] |
| 2019 | Anitta                                         | Melhor Artista Americano                       | Indicada  | [ 248 ] |
| 2019 | Anitta                                         | Melhor Artista Feminina                        | Indicada  | [ 248 ] |
| 2020 | Anitta                                         | Melhor Artista Feminina                        | Indicada  | [ 249 ] |
| 2020 | Anitta                                         | Melhor Artista Americano                       | Indicada  | [ 249 ] |
| 2020 | Anitta                                         | Melhor Artista Latino                          | Indicada  | [ 249 ] |
| 2020 | Anitta                                         | Artista em Ascensão                            | Indicada  | [ 249 ] |
| 2020 | Anitta                                         | Maiores Fãs                                    | Indicada  | [ 249 ] |
| 2020 | "Contando Lunares" (Remix)                     | Melhor Música - Categorias Nacionais           | Indicada  | [ 249 ] |
| 2020 | "Me Gusta" (com Cardi B e Myke Towers)         | Melhor Música - Categorias Internacionais      | Indicada  | [ 249 ] |
| 2020 | "Fuego" (com DJ Snake, Sean Paul e Tainy)      | Melhor Música - Categorias Internacionais      | Indicada  | [ 249 ] |
| 2020 | "Fuego" (com DJ Snake, Sean Paul e Tainy)      | Melhor Vídeo - Categorias Internacionais       | Indicada  | [ 249 ] |
| 2020 | "Me Gusta" (com Cardi B e Myke Towers)         | Melhor Colaboração - Categorias Internacionais | Indicada  | [ 249 ] |
| 2020 | "Paloma" (com Fred De Palma)                   | Melhor Colaboração - Categorias Internacionais | Indicada  | [ 249 ] |
| 2021 | "Modo Turbo" (com Luísa Sonza e Pabllo Vittar) | Melhor Colaboração                             | Indicada  |         |
| 2021 | "Modo Turbo" (com Luísa Sonza e Pabllo Vittar) | Melhor Música                                  | Indicada  |         |
| 2021 | Anitta                                         | Maiores Fãs                                    | Indicada  |         |
| 2021 | Anitta                                         | Melhor Ato ou Grupo                            | Indicada  |         |
| 2021 | Anitta                                         | Melhor Artista Latino                          | Indicada  |         |
| 2023 | Anitta                                         | Melhor Artista Latino                          | Indicada  | [ 250 ] |
| 2023 | Anitta                                         | Melhor Ato ou Grupo                            | Indicada  | [ 250 ] |
| 2023 | "Envolver"                                     | Melhor Música                                  | Indicada  | [ 250 ] |
| 2023 | Versions of Me                                 | Melhor Álbum                                   | Indicada  | [ 250 ] |
| 2023 | "La Loto" (com Tini e Becky G)                 | Melhor Colaboração                             | Indicada  | [ 250 ] |
| 2023 | "Boys Don't Cry"                               | Melhor Vídeo                                   | Indicada  | [ 250 ] |

## Troféu APCA
A Associação Paulista de Críticos de Arte (APCA) premia com o ”Troféu APCA” (TAPCA) nas categorias: Arquitetura, Artes Visuais, Cinema, Dança, Literatura, Música Erudita, Moda, Música Popular, Rádio, Teatro, Teatro Infantil e Televisão.
| Ano  | Indicação | Categoria         | Resultado | Ref.    |
| ---- | --------- | ----------------- | --------- | ------- |
| 2013 | Anitta    | Cantora Revelação | Venceu    | [ 251 ] |
| 2017 | Anitta    | Artista do Ano    | Indicada  |         |

## Troféu Bahia Folia
O “Trófeu Bahia Folia” (TBFo) ou “Pesquisa Bahia Folia" é uma premiação brasileira realizada anualmente durante o período carnavalesco da Bahia desde 1994, a qual elege através de votação popular feita pela Rede Bahia de Televisão em enquete no G1 Bahia a música do Carnaval de um determinado ano.
| Ano  | Indicação    | Categoria          | Resultado | Ref.    |
| ---- | ------------ | ------------------ | --------- | ------- |
| 2020 | "Contatinho" | Música do Carnaval | Indicada  | [ 252 ] |

## Troféu Band Folia
O “Trófeu Band Folia” (TBF) é uma premiação brasileira realizada anualmente durante o período carnvalaesco desde 2000, a qual elege através de votação popular feita no site da emissora de televisão Rede Bandeirantes de Televisão a música do Carnaval de um determinado ano.
| Ano  | Indicação    | Categoria                               | Resultado | Ref.    |
| ---- | ------------ | --------------------------------------- | --------- | ------- |
| 2020 | "Contatinho" | Melhor Música interpretada por um Homem | Indicada  | [ 253 ] |

## Troféu CarnaUOL
O “Troféu CarnaUOL” (TCUOL) é uma premiação brasileira feita pelo portal UOL no período carnavalesco com o objetivo de saber na opinião dos internautas qual foi o “Hit do Verão” anual do Carnaval.
| Ano  | Indicação                                 | Categoria                | Resultado | Ref. |
| ---- | ----------------------------------------- | ------------------------ | --------- | ---- |
| 2019 | "Bola Rebola" (com J Balvin e Tropkillaz) | Hit do Verão no Carnaval | Indicada  |      |
| 2019 | "Terremoto" (com Kevinho)                 | Hit do Verão no Carnaval | Indicada  |      |

## Troféu Correio Folia
O "Troféu Correio Folia" é uma premiação brasileira organizada pelo jornal sediado em Salvador, Correio. Possui como objetivo a escolha da "melhor música do carnaval" do ano determinado.
| Ano  | Indicação  | Categoria          | Resultado | Ref.    |
| ---- | ---------- | ------------------ | --------- | ------- |
| 2023 | "Ai Papai" | Música do Carnaval | Indicada  | [ 254 ] |

## Troféu Danado de Bom
O “Troféu Danado de Bom” (TDDB) é uma premiação brasileira pernambucana realizada desde 2010 pela NE10 Interior, TV Jornal Interior e Nagem com o propósito de escolher, juntamente com o público, seja, internautas, ouvintes e telespectadores, a música/hit do São João. A votação é realizada em meados do fim de Maio até o fim de Junho.
| Ano  | Indicação                                   | Categoria       | Resultado | Ref.    |
| ---- | ------------------------------------------- | --------------- | --------- | ------- |
| 2018 | "Romance com Safadeza" (com Wesley Safadão) | Hit do São João | Indicada  | [ 255 ] |

## Troféu Imprensa
O “Troféu Imprensa” (TI) é uma premiação realizada pelo canal brasileiro SBT, sendo considerada o Oscar da TV brasileira. Anitta recebeu 5 indicações, vencendo 2 delas.
| Ano  | Indicação | Categoria        | Resultado | Ref. |
| ---- | --------- | ---------------- | --------- | ---- |
| 2014 | Anitta    | Revelação do Ano | Indicada  |      |
| 2015 | Anitta    | Melhor Cantora   | Indicada  |      |
| 2016 | Anitta    | Melhor Cantora   | Indicada  |      |
| 2017 | Anitta    | Melhor Cantora   | Indicada  |      |
| 2018 | Anitta    | Melhor Cantora   | Venceu    |      |
| 2019 | Anitta    | Melhor Cantora   | Venceu    |      |
| 2022 | Anitta    | Melhor Cantora   | Venceu    |      |

### Troféu Internet
O “Troféu Internet” (TIn) é uma premiação que aconteceu junto com o Troféu Imprensa, porém, quem decide os vencedores é o público.
| Ano  | Indicação | Categoria        | Resultado | Ref. |
| ---- | --------- | ---------------- | --------- | ---- |
| 2014 | Anitta    | Revelação do Ano | Indicada  |      |
| 2015 | Anitta    | Melhor Cantora   | Indicada  |      |
| 2016 | Anitta    | Melhor Cantora   | Indicada  |      |
| 2017 | Anitta    | Melhor Cantora   | Indicada  |      |
| 2018 | Anitta    | Melhor Cantora   | Indicada  |      |
| 2019 | Anitta    | Melhor Cantora   | Indicada  |      |
| 2022 | Anitta    | Melhor Cantora   | Indicada  |      |

## Urban Music Awards
O “Urban Music Awards” (UMAs) foi uma premiação colombiana realizada somente em 2019 com foco em premiar os melhores do mercado latino.
| Ano  | Indicação | Categoria          | Resultado | Ref. |
| ---- | --------- | ------------------ | --------- | ---- |
| 2019 | Anitta    | Mejor Club de Fans | Pendente  |      |
| 2019 | Kisses    | Álbum del Año      | Pendente  |      |
| 2019 | "Rosa"    | Mejor Video        | Pendente  |      |
| 2019 | "Jacuzzi" | Mejor Colaboración | Pendente  |      |

## Videoclip Italia Awards
O "Videoclip Italia Awards" é uma premiação dedicada à valorização dos melhores videoclipes italianos. Criado em 2022, tem como objetivo reconhecer o trabalho de realizadores, artistas e profissionais do audiovisual no setor musical. O evento conta com o patrocínio da FIMI e da ANICA (Associazione Nazionale Industrie Cinematografiche Audiovisive e Digitali).
| Ano  | Indicação                                              | Categoria                      | Resultado | Ref.    |
| ---- | ------------------------------------------------------ | ------------------------------ | --------- | ------- |
| 2025 | "Get Up Bitch! Shake Ya Ass" (com Victoria De Angelis) | Migliore Videoclip Elettronica | Pendente  | [ 259 ] |

## Women’s Music Event Awards
A organização, em parceria com a plataforma de vídeos VEVO, realizou o evento no dia 28 de novembro de 2017, em São Paulo o “Women’s Music Event Awards” (WMEAs). A premiação, dedicada as mulheres brasileiras, é dividida em três partes: voto popular, júri técnico e conjunto da obra.
| Ano  | Indicação                                     | Categoria                    | Resultado | Ref.    |
| ---- | --------------------------------------------- | ---------------------------- | --------- | ------- |
| 2017 | Anitta                                        | Melhor Cantora               | Indicada  |         |
| 2017 | Anitta                                        | Melhor Empreendedora Musical | Indicada  |         |
| 2017 | "Paradinha"                                   | Melhor Música                | Indicada  |         |
| 2017 | "Loka"                                        | Melhor Música                | Indicada  |         |
| 2017 | "Sua Cara" (com Major Lazer e Pabllo Vittar)  | Melhor Videoclipe            | Indicada  |         |
| 2018 | "Vai Malandra"                                | Melhor Música                | Indicada  |         |
| 2019 | "Onda Diferente"                              | Música Popular               | Indicada  |         |
| 2020 | Anitta                                        | Melhor Cantora               | Indicada  |         |
| 2020 | "Combatchy" (com Lexa, Luísa Sonza e Rebecca) | Melhor Videoclipe            | Indicada  |         |
| 2020 | "Me Gusta" (com Cardi B e Myke Towers)        | Melhor Música Mainstream     | Indicada  |         |
| 2022 | "Envolver"                                    | Melhor Música Latina         | Venceu    | [ 260 ] |
| 2023 | "Funk Rave"                                   | Música Latino-Americana      | Venceu    | [ 261 ] |
| 2024 | "Mil Veces"                                   | Música Latino-Americana      | Indicado  | [ 262 ] |

## Honrarias Civis
- Moção de Aplauso da Câmara do Espírito Santo 2022. [263]

## Outros prêmios e Honrarias

### Guinness World Record
| Publicação             | Ano  | Recorde                                                                                     | Recordista | Ref.            |
| ---------------------- | ---- | ------------------------------------------------------------------------------------------- | ---------- | --------------- |
| Guinness World Records | 2022 | Primeiro artista latino solo a alcançar o primeiro lugar no Spotify                         | Anitta     | [ 264 ] [ 265 ] |
| Guinness World Records | 2022 | Primeira artista solo feminina a ganhar o prêmio de Melhor Latino no MTV Video Music Awards | Anitta     | [ 264 ] [ 265 ] |

### Billboard Latin Women in Music
O "Billboard Latin Women in Music" é um evento anual promovido pela Billboard Latin que celebra artistas, executivas e criativas latinas que atuam ativamente por mudanças positivas, inclusão e equidade de gênero na indústria musical, inspirado na premiação “Billboard Women in Music” da edição americana da Billboard.
| Ano  | Indicação | Categoria        | Recorde                                       | Ref.    |
| ---- | --------- | ---------------- | --------------------------------------------- | ------- |
| 2025 | Anitta    | Prêmio Vanguarda | Primeira artista a receber o Prêmio Vanguarda | [ 268 ] |

### HEAT Latin Music Awards
| Ano  | Indicação | Categoria                                    | Ref.    |
| ---- | --------- | -------------------------------------------- | ------- |
| 2021 | Anitta    | Prêmio Trailblazer de Empoderamento Feminino | [ 269 ] |

### Impact Awards (Playing for Chance Foundation)
Os "Impact Awards da Playing for Change Foundation" são prêmios honorários anuais instituídos em 2022 que reconhecem artistas e personalidades da música por suas contribuições na promoção de mudanças sociais através da educação musical e das artes.
| Ano  | Indicação | Categoria      | Ref.    |
| ---- | --------- | -------------- | ------- |
| 2025 | Anitta    | Prêmio Impacto | [ 270 ] |

### Prêmio Multishow de Música Brasileira
| Ano  | Indicação | Categoria        | Ref.    |
| ---- | --------- | ---------------- | ------- |
| 2024 | Anitta    | Troféu Vanguarda | [ 271 ] |

### Premios Juventud
| Ano  | Indicação | Categoria         | Ref.    |
| ---- | --------- | ----------------- | ------- |
| 2024 | Anitta    | Agente de Mudança | [ 272 ] |

### Variety's Power of Women
A "Variety's Power of Women" é um evento estadunidense anual promovido pela revista Variety para homenagear mulheres influentes em várias áreas, incluindo entretenimento, mídia, política e filantropia. O evento reconhece não apenas suas realizações profissionais, mas também seu impacto e compromisso com questões sociais importantes. 
| Ano  | Indicação | Categoria              | Ref.    |
| ---- | --------- | ---------------------- | ------- |
| 2024 | Anitta    | Finds New Notes do Hit | [ 273 ] |

### Viva Latino - Favorite Song
| Ano  | Indicação  | Categoria             | Resultado | Ref. |
| ---- | ---------- | --------------------- | --------- | ---- |
| 2022 | "Envolver" | Favorite Song of 2022 | Venceu    |      |

### WSJ. Magazine's Innovator Awards
A "WSJ. Magazine's Innovator Awards" é uma cerimônia de premiação, realizada em Nova York, pelo The Wall Street Journal no Museu de Arte Moderna, que homenageia visionários nas áreas de moda, design, música, arte, arquitetura, humanitarismo, entretenimento, tecnologia, entre outros.
| Ano  | Indicação | Categoria       | Recorde                                                | Ref.    |
| ---- | --------- | --------------- | ------------------------------------------------------ | ------- |
| 2022 | Anitta    | Music Innovator | Primeira artista feminina a vencer a categoria musical | [ 274 ] |

## Listas
| Editora                        | Ano(s) | Listas                                                                                  | Colocação                                                                      | Ref.    |  |
| ------------------------------ | ------ | --------------------------------------------------------------------------------------- | ------------------------------------------------------------------------------ | ------- |  |
| Billboard                      | 2021   | As melhores fotos do tapete vermelho do MTV VMA 2021                                    | 3º                                                                             | [ 275 ] |  |
| Billboard                      | 2021   | As 25 melhores canções latinas de 2021                                                  | N/A - Girl from Rio                                                            | [ 276 ] |  |
| Billboard                      | 2022   | Melhor performance nos AMAs 2022                                                        | 3º                                                                             | [ 277 ] |  |
| Billboard                      | 2022   | As 100 melhores músicas de 2022                                                         | 89º - Envolver                                                                 | [ 278 ] |  |
| Billboard                      | 2022   | Os ícones LGBT+ pioneiros da música latina desta geração                                | 1º                                                                             | [ 279 ] |  |
| Billboard                      | 2022   | As melhores fotos do tapete vermelho do VMA 2022                                        | N/A                                                                            | [ 280 ] |  |
| Billboard                      | 2022   | Os 20 melhores álbuns LGBT+ de 2022                                                     | N/A - Versions of Me                                                           | [ 281 ] |  |
| Billboard                      | 2022   | Os 22 melhores álbuns latinos de 2022                                                   | N/A - Versions of Me                                                           | [ 282 ] |  |
| Billboard                      | 2022   | As 25 melhores músicas LGBT+ de 2022                                                    | N/A - Boys Don't Cry                                                           | [ 283 ] |  |
| Billboard                      | 2022   | Melhor performance do VMAs 2022                                                         | 3º                                                                             | [ 284 ] |  |
| Billboard                      | 2023   | 'RuPaul's Drag Race': Todos os Lip Sync classificados de 'Lalaparuza' da 15ª temporada  | 3º - Malaysia Babydoll Foxx vs. Marcia Marcia Marcia: Anitta, “Boys Don’t Cry” | [ 285 ] |  |
| Billboard                      | 2023   | 'RuPaul's Drag Race': Todos os lip Sync da 15ª temporada, classificados                 | 6º - Malaysia Babydoll Foxx vs. Marcia Marcia Marcia: Anitta, “Boys Don’t Cry” | [ 286 ] |  |
| Billboard                      | 2023   | 11 artistas latinos LGBTQ pelos quais estamos obcecados atualmente                      | 1º                                                                             | [ 287 ] |  |
| Billboard                      | 2023   | 65 principais hinos LGBTQ+ de todos os tempos                                           | 23º - Boys Don't Cry                                                           | [ 288 ] |  |
| Billboard                      | 2024   | 70 principais hinos LGBTQ+ de todos os tempos                                           | 28º - Boys Don't Cry                                                           | [ 289 ] |  |
| BIRDYE                         | 2023   | As celebridades mais bem vestidas do Grammy 2023                                        | 6º                                                                             | [ 290 ] |  |
| Bloomberg Linea                | 2022   | Pessoas mais influentes da América Latina em 2022                                       | N/A                                                                            | [ 291 ] |  |
| Bloomberg Linea                | 2023   | Mulheres de impacto na América Latina 2023                                              | N/A                                                                            | [ 292 ] |  |
| CNN                            | 2022   | Os artistas mais bem vestidos no VMAs 2022                                              | N/A                                                                            | [ 293 ] |  |
| Cosmopolitan                   | 2022   | 55 vídeos musicais mais sensuais de todos os tempos                                     | N/A - Envolver                                                                 | [ 294 ] |  |
| Cosmopolitan                   | 2023   | As 18 celebridades mais bem e mais mal vestidas no Grammy Awards de 2023                | 7º                                                                             | [ 295 ] |  |
| Eolor                          | 2021   | Melhor videoclipe Brasileiro de 2021                                                    | 5º - Girl from Rio                                                             | [ 296 ] |  |
| Eolor                          | 2022   | Melhores clipes do Brasil em 2022                                                       | 4º - Boys Don't Cry                                                            | [ 297 ] |  |
| Fashionista                    | 2023   | As 31 estrelas mais bem vestidas do Met Gala de 2023                                    | N/A                                                                            | [ 298 ] |  |
| Forbes                         | 2022   | Mulheres mais admiradas do Brasil em 2022                                               | 2º                                                                             | [ 299 ] |  |
| Forbes                         | 2023   | Mulheres mais admiradas do Brasil em 2023                                               | 4º                                                                             | [ 300 ] |  |
| GQ México                      | 2023   | MET Gala 2023: Elas deslumbraram no tapete vermelho                                     | 18º                                                                            | [ 301 ] |  |
| G1                             | 2022   | 20 álbuns mais esperados de 2022                                                        | N/A - Versions of Me                                                           | [ 302 ] |  |
| Harpers Bazaar                 | 2023   | As 15 estrelas mais bem vestidas no 65º Grammy                                          | 8º                                                                             | [ 303 ] |  |
| HITS Daily Double              | 2023   | Lista de sucessos em alta - Quem está fazendo sucesso agora?                            | 4º                                                                             | [ 304 ] |  |
| ¡Hola!                         | 2022   | 15 sucessos latinos que nos fizeram dançar e cantar em 2022                             | N/A - Envolver                                                                 | [ 305 ] |  |
| Infobae                        | 2022   | As 100 melhores músicas para receber o ano novo de 2023                                 | 19º - Envolver                                                                 | [ 306 ] |  |
| Infobae                        | 2023   | Grammy 2023: Quem foram as melhores e as piores vestidas                                | N/A                                                                            | [ 307 ] |  |
| Insider                        | 2022   | Os looks mais ousados que as celebridades usaram no tapete vermelho do VMA 2022         | N/A                                                                            | [ 308 ] |  |
| Latina                         | 2022   | As 20 melhores músicas de 2022                                                          | 11º - Envolver                                                                 | [ 309 ] |  |
| Los Angeles Times              | 2022   | As 100 melhores músicas de 2022                                                         | 14º - Envolver                                                                 | [ 310 ] |  |
| Los Angeles Times              | 2023   | Melhor vestido no tapete vermelho do Grammy 2023                                        | 16º                                                                            | [ 311 ] |  |
| Los Angeles Times              | 2023   | Arquivos Latinx: edição mixtape do Mês do Orgulho                                       | 6º - Balinha de Coração                                                        | [ 312 ] |  |
| Marie Claire                   | 2023   | Tapete vermelho do Grammy 2023: Os melhores looks                                       | 17º                                                                            | [ 313 ] |  |
| Maxim                          | 2023   | Conheça as Mulheres do MAXIM HOT 100 DE 2023                                            | N/A                                                                            | [ 314 ] |  |
| Most Requested Live with Romeo | 2023   | As 10 músicas mais solicitadas de 2022 no #MostRequestedLive                            | 1º - Boys Don’t Cry                                                            | [ 315 ] |  |
| Music Times                    | 2023   | Maiores desprezos do Grammy Awards 2023                                                 | N/A - Best New Artist                                                          | [ 316 ] |  |
| NPR                            | 2023   | Os melhores looks do Met Gala 2023                                                      | N/A                                                                            | [ 317 ] |  |
| O Globo                        | 2020   | Personalidade mais influente da política no Brasil em 2020                              | 3º                                                                             | [ 318 ] |  |
| Page Six                       | 2023   | As celebridades mais bem vestidas do Grammy 2023                                        | 9º                                                                             | [ 319 ] |  |
| People                         | 2022   | Os melhores momentos do VMA 2022                                                        | 9º                                                                             | [ 320 ] |  |
| People                         | 2023   | A mais bem vestida do Grammy 2023                                                       | 9º                                                                             | [ 321 ] |  |
| People                         | 2023   | Todos os looks do tapete vermelho do Met Gala 2023 que você precisa ver                 | 51º                                                                            | [ 322 ] |  |
| People en Español              | 2019   | Boss Ladies: O mundo das rainhas do reggaeton                                           | 2º                                                                             | [ 323 ] |  |
| People en Español              | 2022   | As mais bem vestidas do Grammy Awards 2023                                              | 2º                                                                             | [ 324 ] |  |
| Remezcla                       | 2023   | Comerciais favoritos do Super Bowl LVII                                                 | 9º                                                                             | [ 325 ] |  |
| Rolling Stone                  | 2022   | Os 100 melhores álbuns de 2022                                                          | 31º - Versions of Me                                                           | [ 326 ] |  |
| Rolling Stone                  | 2022   | Coachella 2022 - As 24 melhores coisas que vimos                                        | N/A                                                                            | [ 327 ] |  |
| Rolling Stone                  | 2022   | 100 melhores canções de reggaeton de todos os tempos                                    | 81º - Envolver                                                                 | [ 328 ] |  |
| Rolling Stone                  | 2023   | Tapete vermelho do Grammy Awards 2023: Os looks mais selvagens da maior noite da música | 10º                                                                            | [ 329 ] |  |
| Rolling Stone                  | 2023   | Os melhores e mais selvagens momentos da moda no Met Gala 2023                          | 39º - A nova gravadora fica bem em você, mamãe                                 | [ 330 ] |  |
| Sheknows                       | 2023   | As celebridades mais bem vestidas do Grammy 2023                                        | 16º                                                                            | [ 331 ] |  |
| Stereogum                      | 2022   | Os 10 melhores álbuns pop de 2022                                                       | 5º - Versions of Me                                                            | [ 332 ] |  |
| Teen Vogue                     | 2023   | Melhor vestido do Grammy 2023                                                           | 5º                                                                             | [ 333 ] |  |
| Telemundo                      | 2022   | Rainhas da música urbana                                                                | N/A                                                                            | [ 334 ] |  |
| The Independent                | 2023   | Grammy 2023: As estrelas mais bem vestidas do tapete vermelho                           | N/A                                                                            | [ 335 ] |  |
| The Lawton Constitution        | 2022   | As 100 melhores músicas de 2022                                                         | 14º - Envolver                                                                 |         |  |
| Tidal                          | 2021   | Melhor canção reggaeton de 2021                                                         | 31º - Envolver                                                                 |         |  |
| Tidal                          | 2021   | Melhor vídeo latino de 2021                                                             | 42º - Girl from Rio                                                            |         |  |
| Tidal                          | 2022   | Melhor canção latina de 2022                                                            | 7º - Envolver                                                                  |         |  |
| Tidal                          | 2022   | Melhores músicas de 2022                                                                | 57º - Envolver                                                                 | [ 336 ] |  |
| USA Today                      | 2022   | Melhor performance do VMAs                                                              | 4º                                                                             | [ 337 ] |  |
| UPROXX                         | 2022   | As melhores músicas de 2022                                                             | N/A - Envolver                                                                 | [ 338 ] |  |
| UPROXX                         | 2022   | Os melhores álbuns latinos de 2022                                                      | N/A - Versions of Me                                                           | [ 339 ] |  |
| UPROXX                         | 2022   | Os melhores álbuns pop de 2022                                                          | N/A - Versions of Me                                                           | [ 340 ] |  |
| Vanity Fair                    | 2023   | As celebridades mais bem vestidas do Grammy 2023                                        | 11º                                                                            | [ 341 ] |  |
| Variety                        | 2022   | Os 10 melhores álbuns latinos de 2022                                                   | 9º - Versions of Me                                                            | [ 342 ] |  |
| Variety                        | 2022   | Melhor Vestido 2022 MTV Video Music Awards                                              | N/A                                                                            | [ 343 ] |  |
| Variety                        | 2023   | Mulheres internacionais impactantes da Variety de 2023                                  | 7º                                                                             | [ 344 ] |  |
| Variety                        | 2023   | Melhor vestido no tapete vermelho do Grammy 2023                                        | N/A                                                                            | [ 345 ] |  |
| Vogue                          | 2022   | Os melhores looks do MTV VMA 2022                                                       | 4º                                                                             | [ 346 ] |  |
| Vogue                          | 2023   | Melhor vestido no tapete vermelho do Grammy 2023                                        | 11º                                                                            | [ 347 ] |  |
| Vogue                          | 2023   | Os melhores momentos de joias do Met Gala de 2023                                       | 4º                                                                             | [ 348 ] |  |
| Vogue                          | 2023   | As estrelas mais bem vestidas do Met Gala 2023                                          | 29º                                                                            | [ 349 ] |  |
| Vogue India                    | 2023   | Lista das mais bem vestidas do MTV VMA Red Carpet 2022                                  | 4º                                                                             | [ 350 ] |  |
| Vogue UK                       | 2022   | Os melhores looks de beleza do MTV VMA 2022                                             | 4º                                                                             | [ 351 ] |  |
| Vogue UK                       | 2023   | As estrelas mais bem vestidas do Grammy 2023                                            | 11º                                                                            | [ 352 ] |  |
| Vogue Singapore                | 2023   | Os melhores looks do tapete vermelho do MTV VMA 2022                                    | 5º                                                                             | [ 353 ] |  |
| YardBarker                     | 2022   | As melhores músicas que definiram 2022                                                  | N/A - Lobby                                                                    | [ 354 ] |  |